# Arquitectura historicista en Melilla
La Arquitectura historicista en Melilla es una corriente de la arquitectura historicista que se da en la ciudad española a partir del siglo XIX, pero especialmente durante el siglo XX. Sus edificios forman parte del Conjunto Histórico Artístico de la Ciudad de Melilla, un Bien de Interés Cultural, y se encuentran repartidos por el Ensanche central y por sus barrios.

## Neos
Casi todos edificios públicos, espacios de cultos.

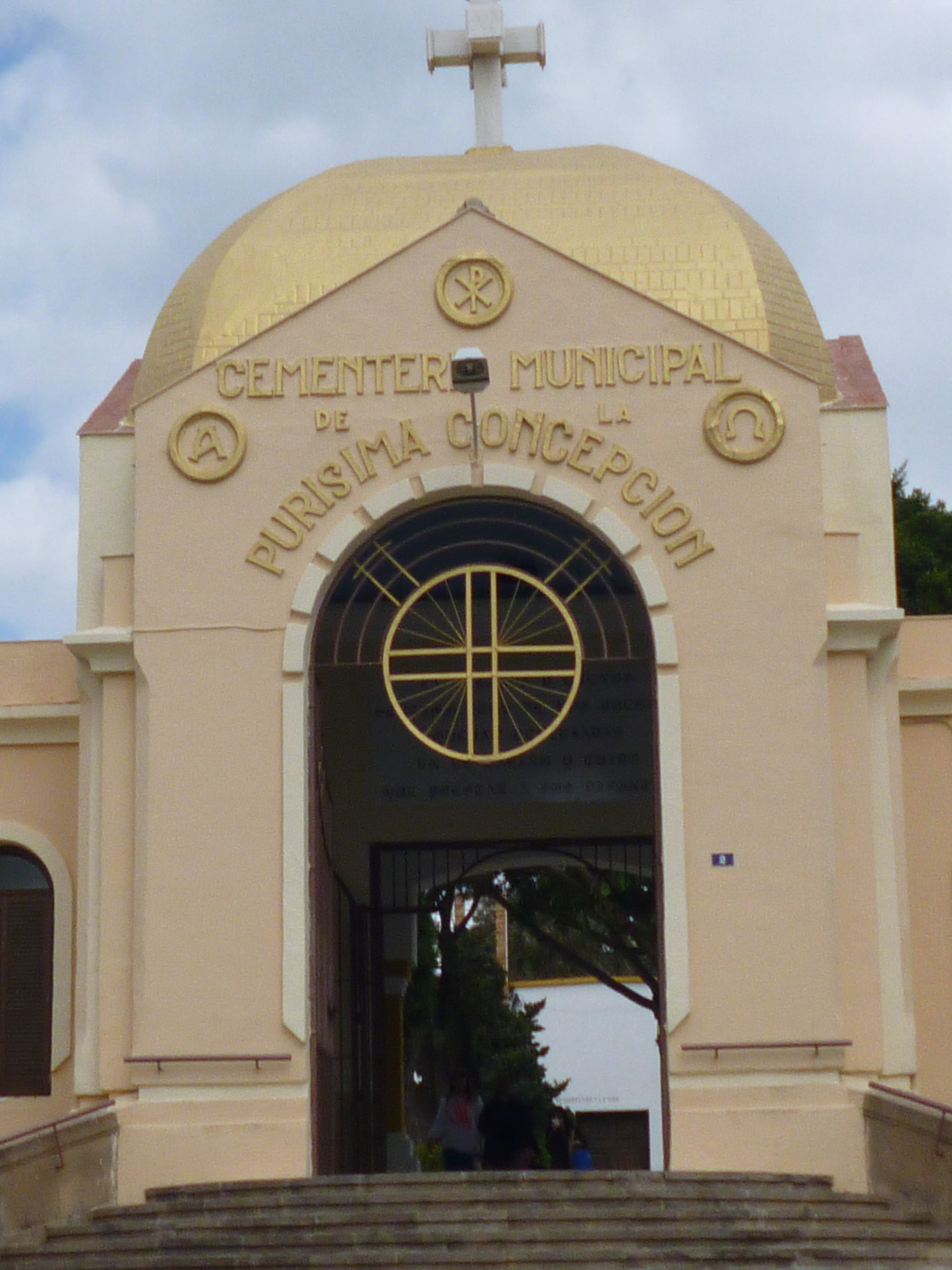
Cementerio Municipal de la Purísima Concepción
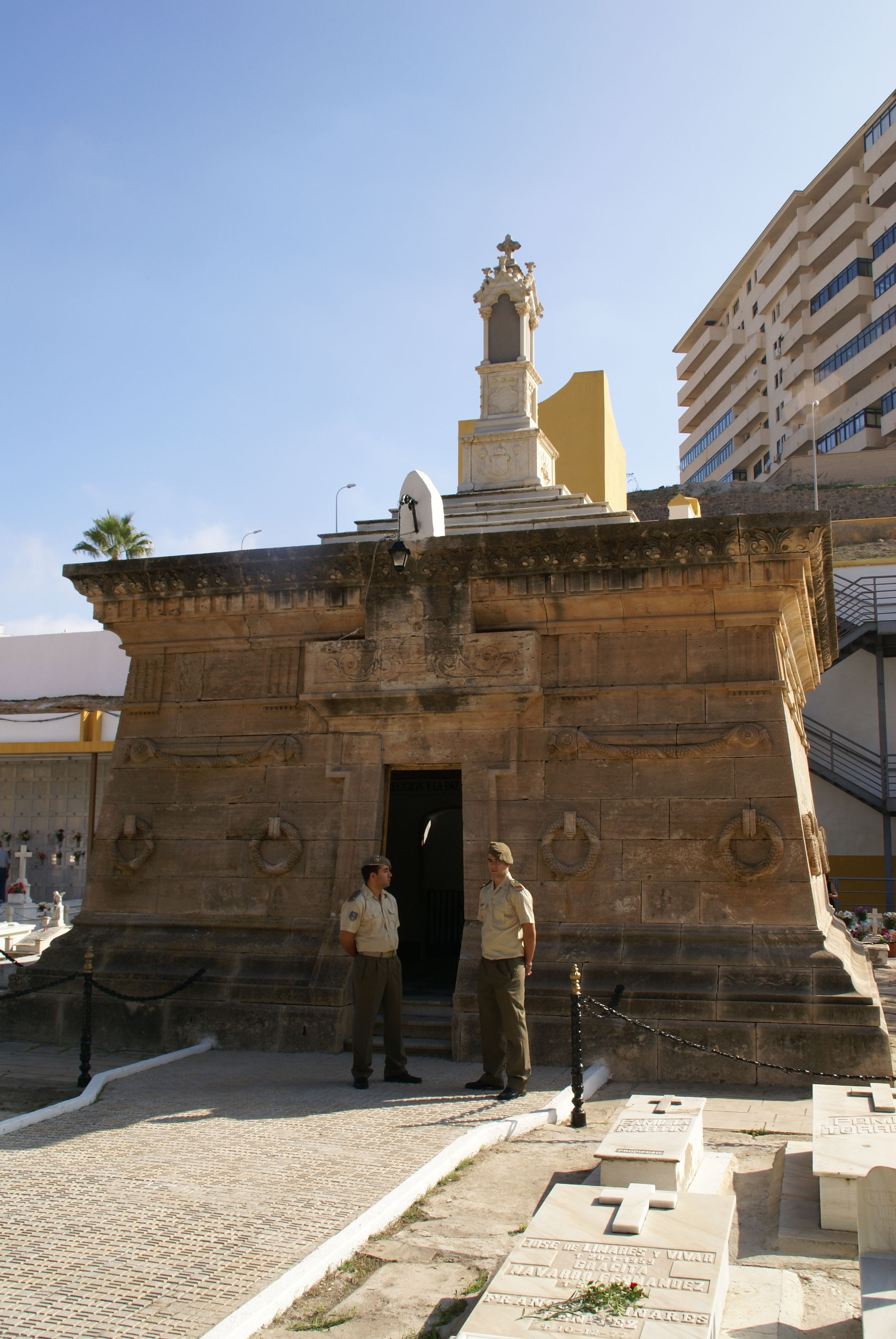
Panteón Margallo
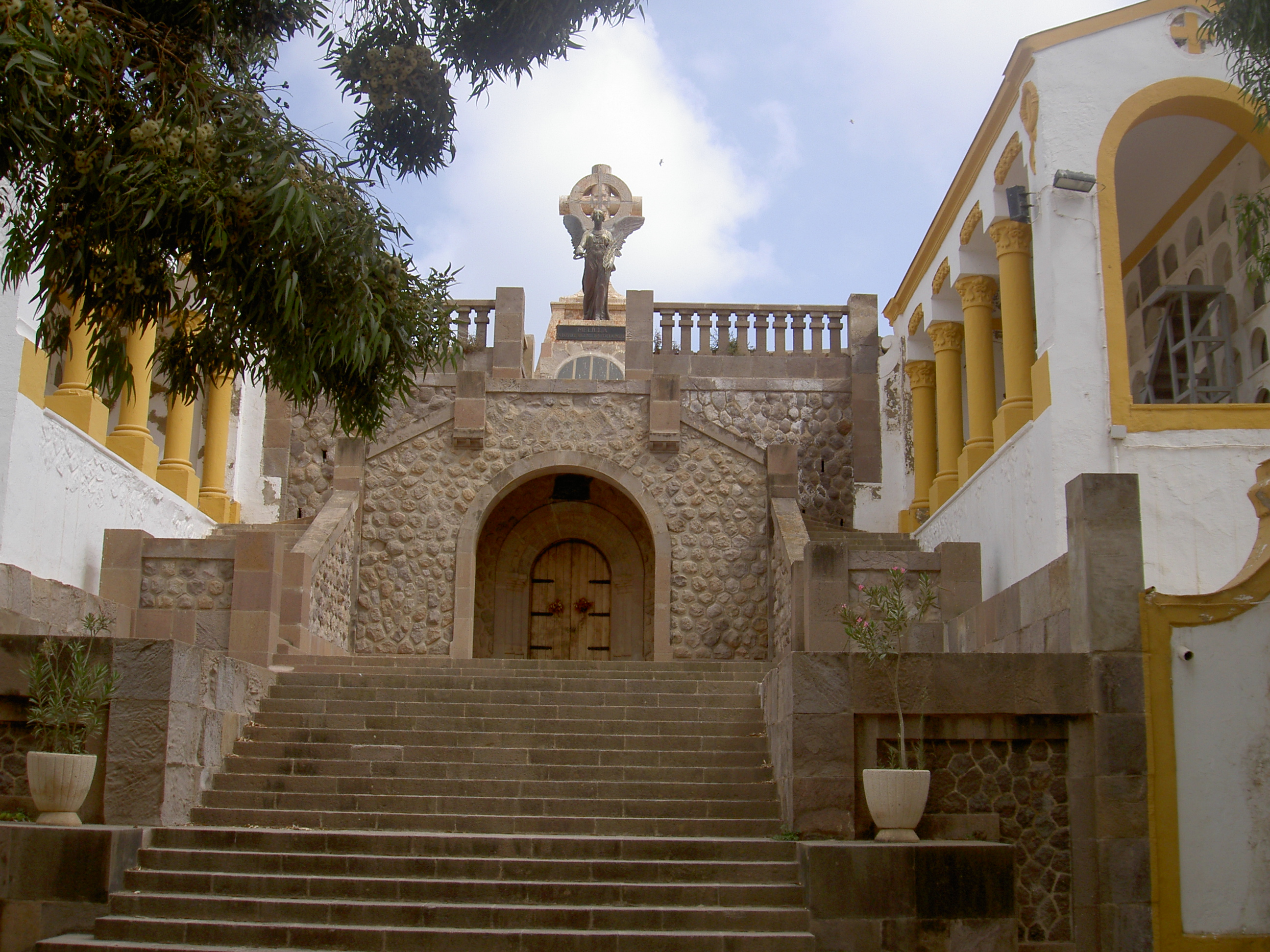
Panteón de los Héroes
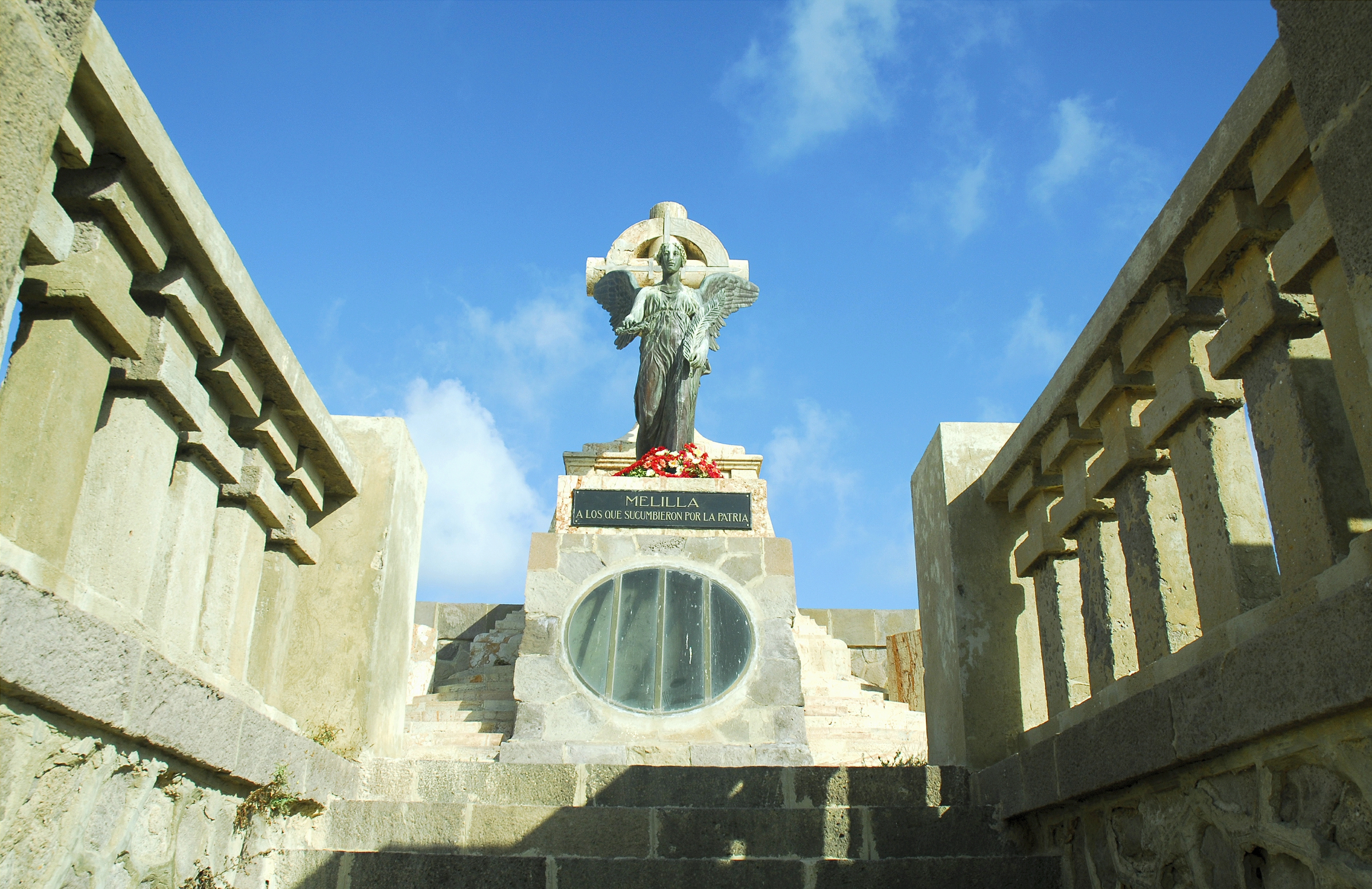
Panteón de los Héroes
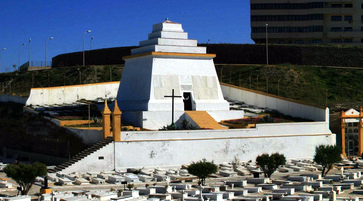
Panteón Regulares número 5

### Neorrománico

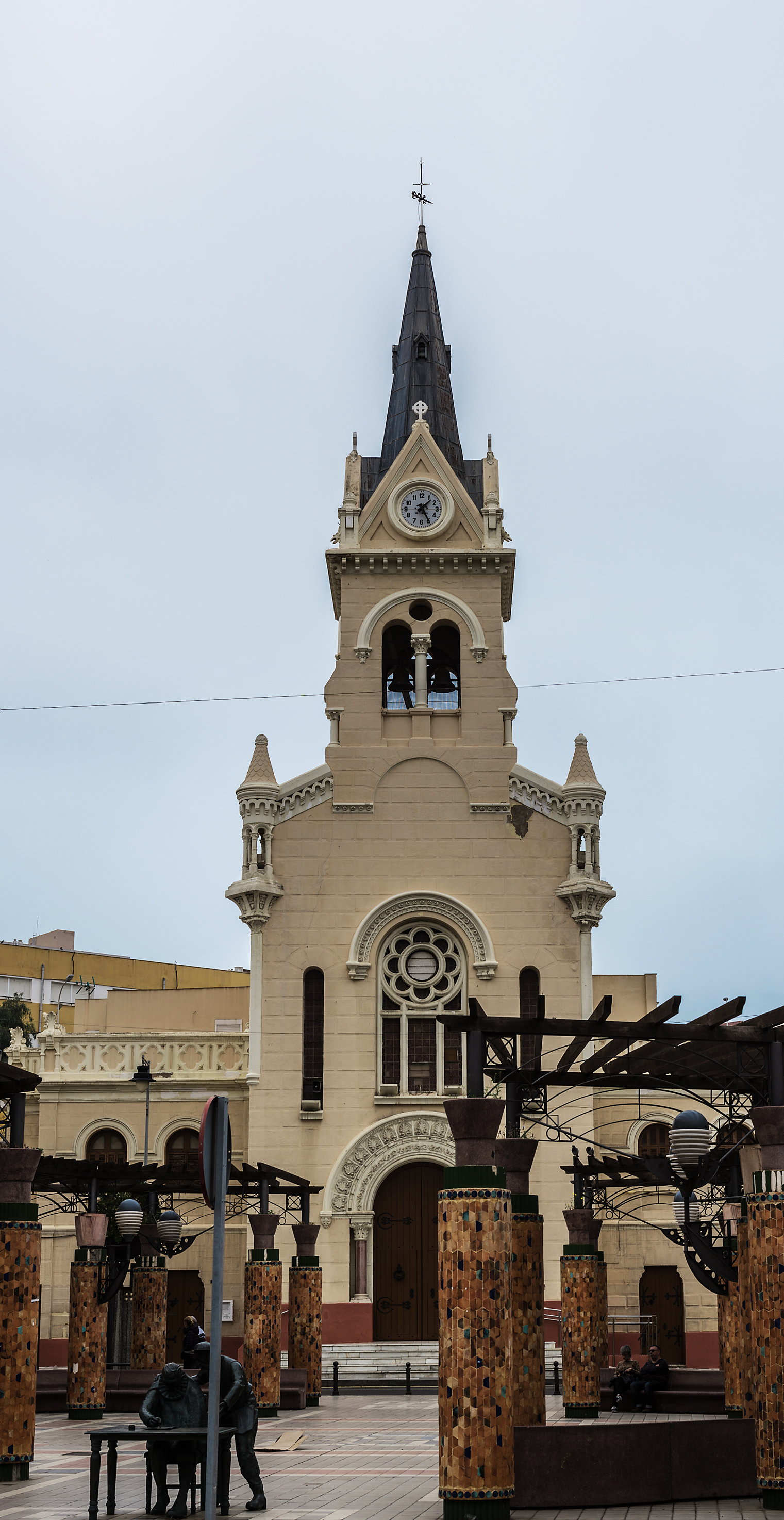
Iglesia del Sagrado Corazón de Jesús

La Iglesia del Sagrado Corazón de Jesús (1911-1918) y la Capilla del Hospital de la Cruz Roja, actual Parroquia de San Francisco Javier (Melilla) (1926-1927).

### Neoplateresco
La Antigua Residencia de Oficiales.

### Neobarroco
La Capilla del Cristo Rey (1939-1941), así como la Plaza de Toros (1946-1947)

### Neogótico

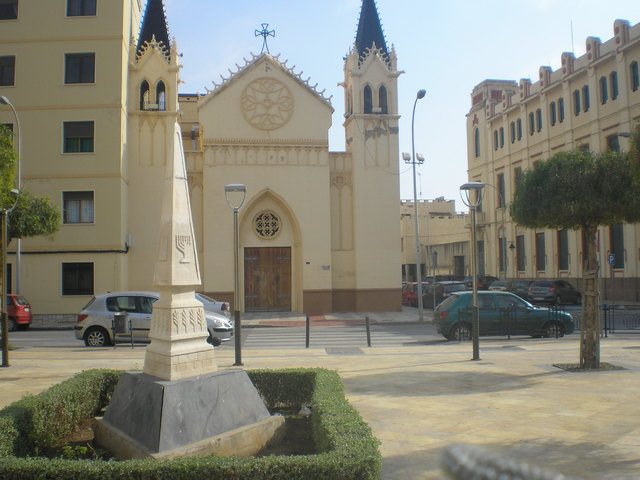
Capilla Castrense
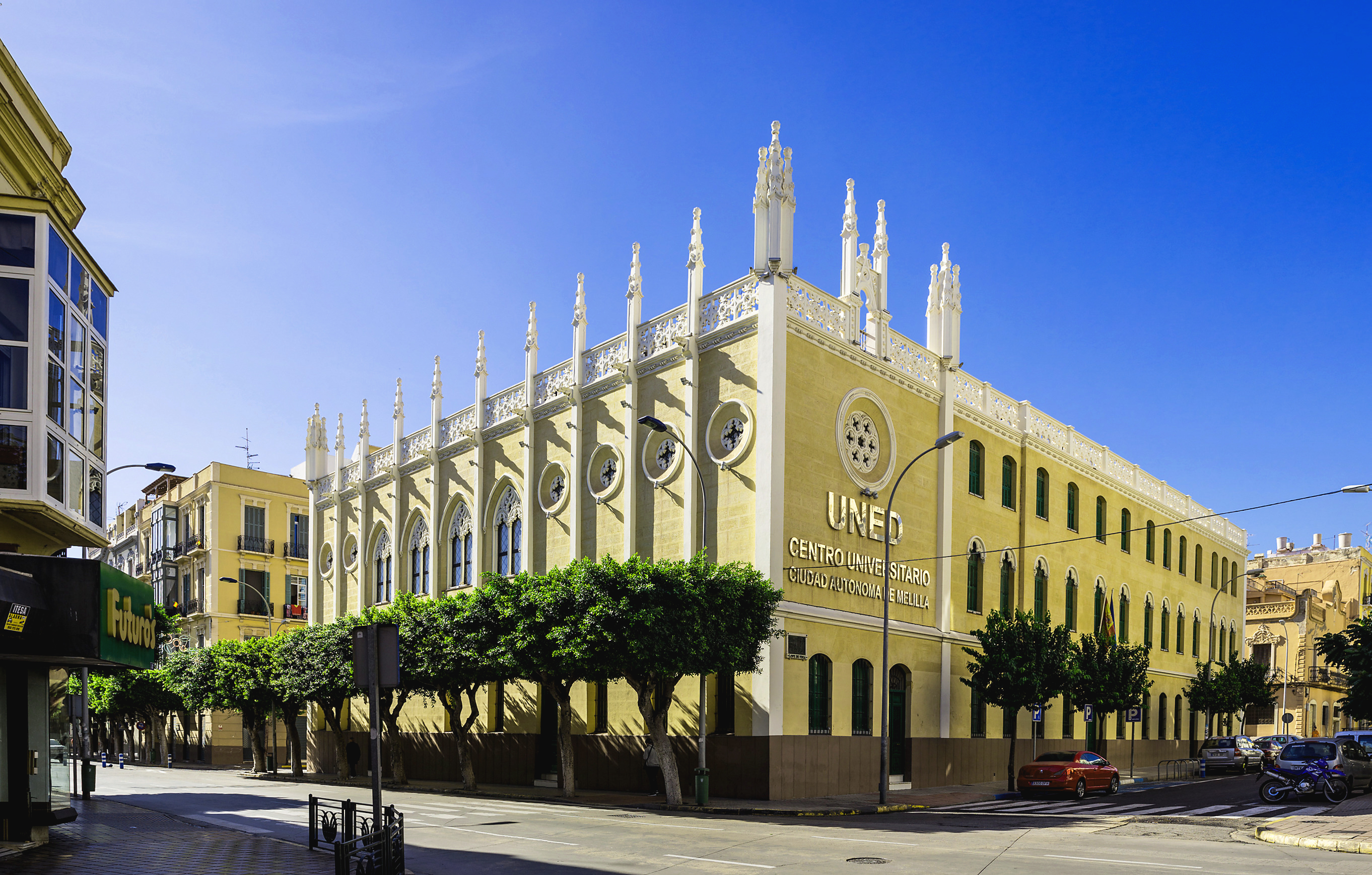
Antiguo Colegio del Buen Consejo

La Capilla Castrense (1920-1923), la Capilla de San Juan Bautista (1927) así como el Antiguo Colegio del Buen Consejo, sede actual de la Universidad Nacional de Educación a Distancia y Centro Cultural Federico García Lorca.

### Regionalista

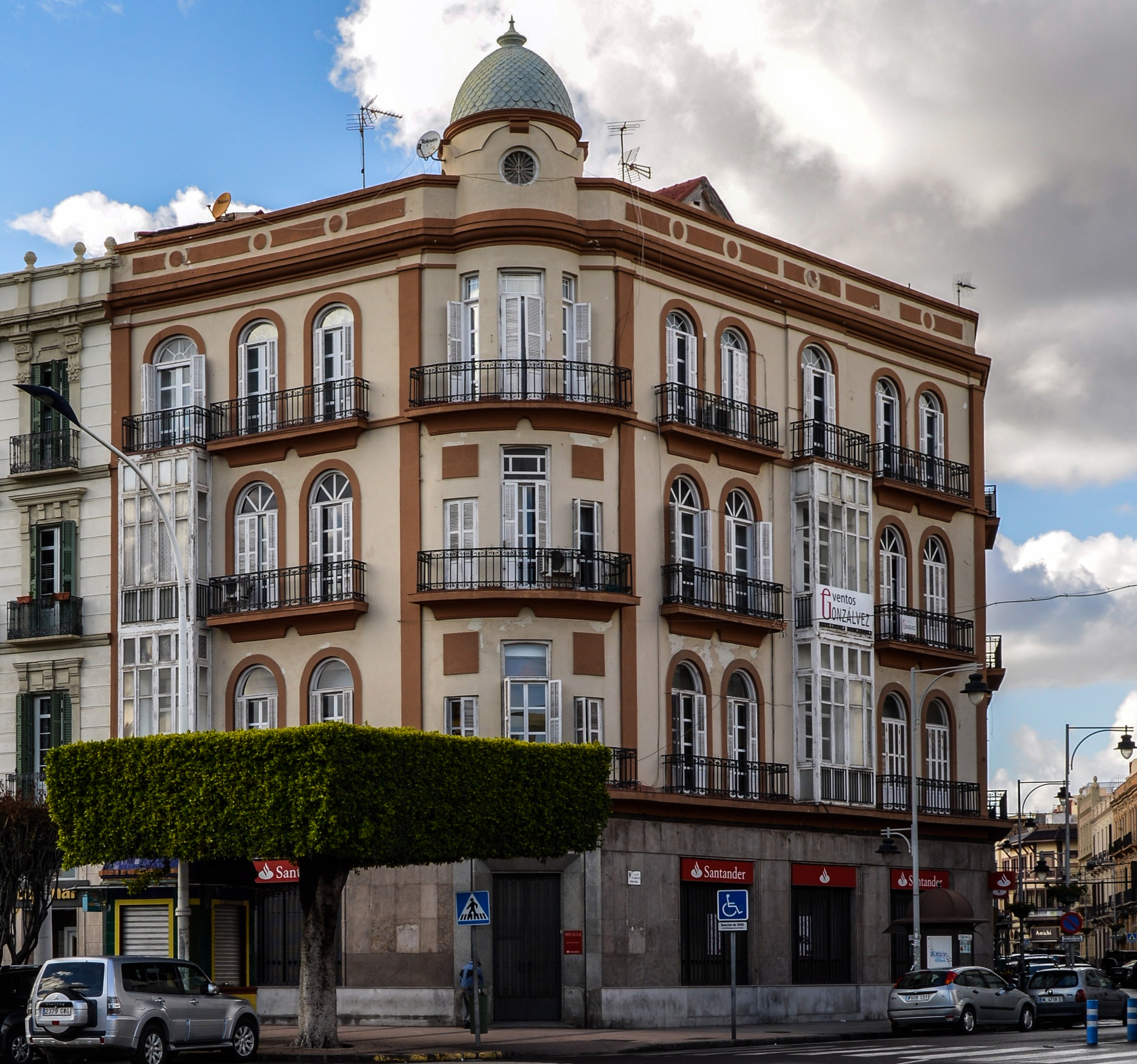
Casa de Antonio Iraola de Goicochea
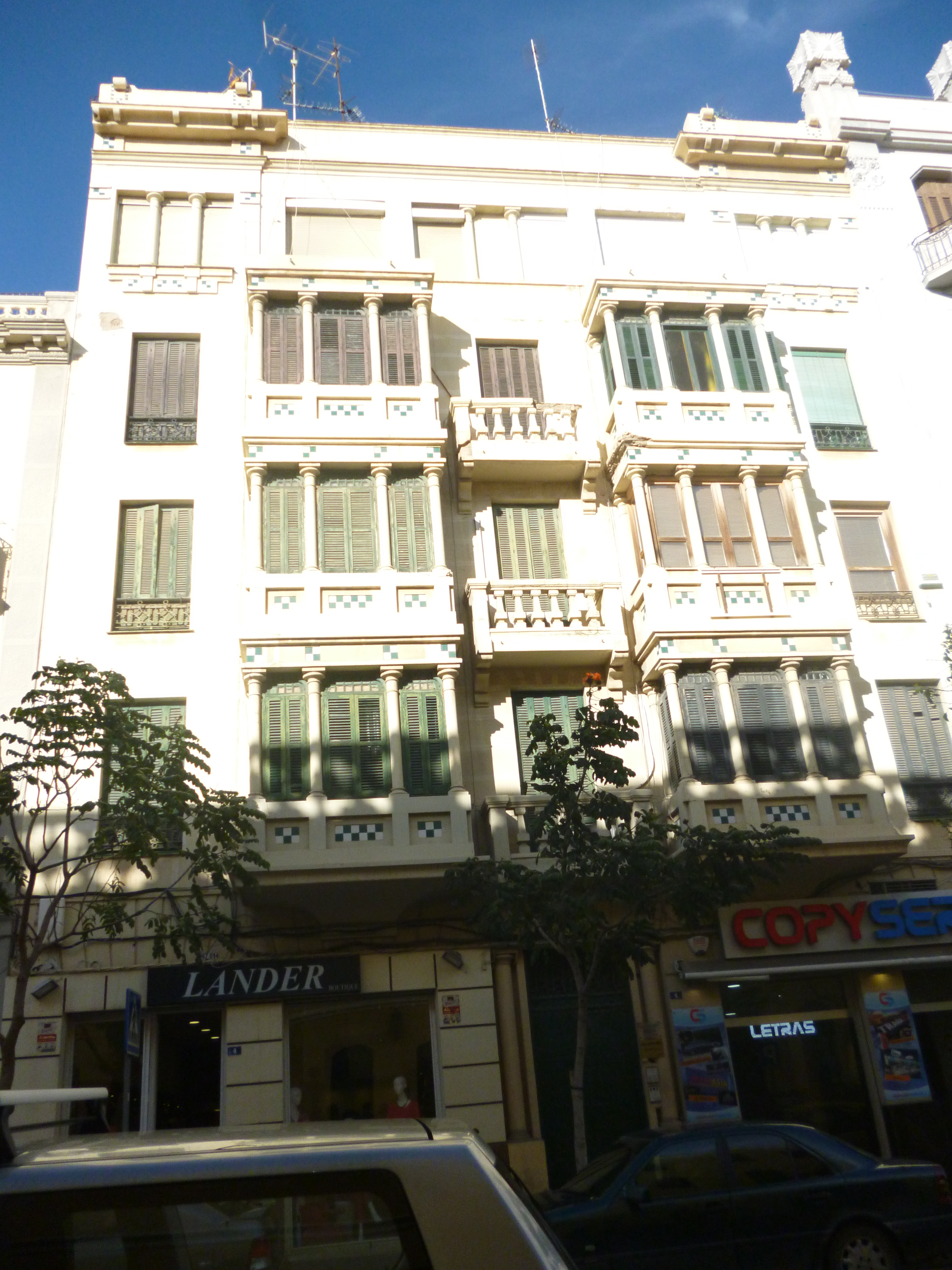
Casa de Joaquín Burillo
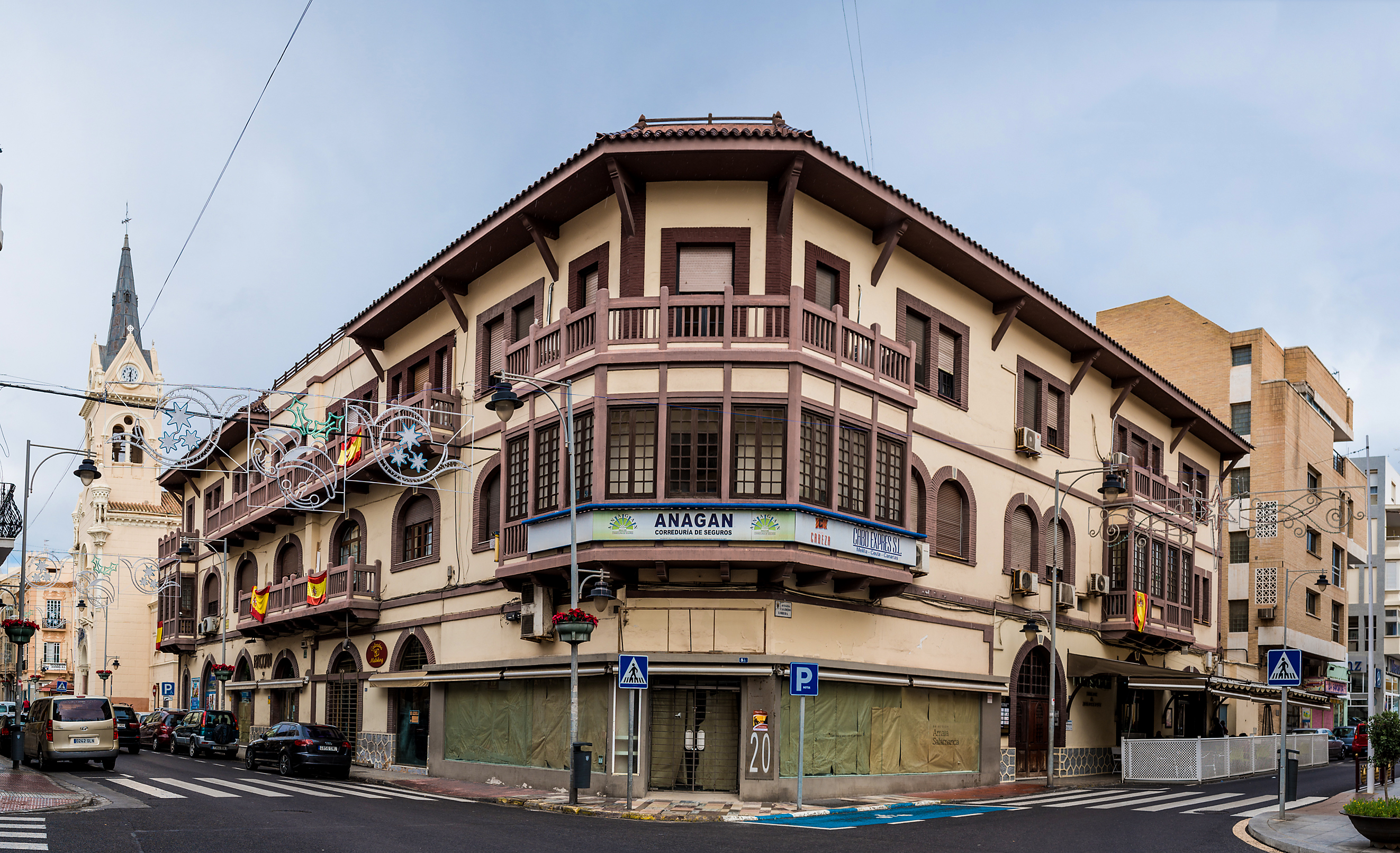
Edificio Gaselec
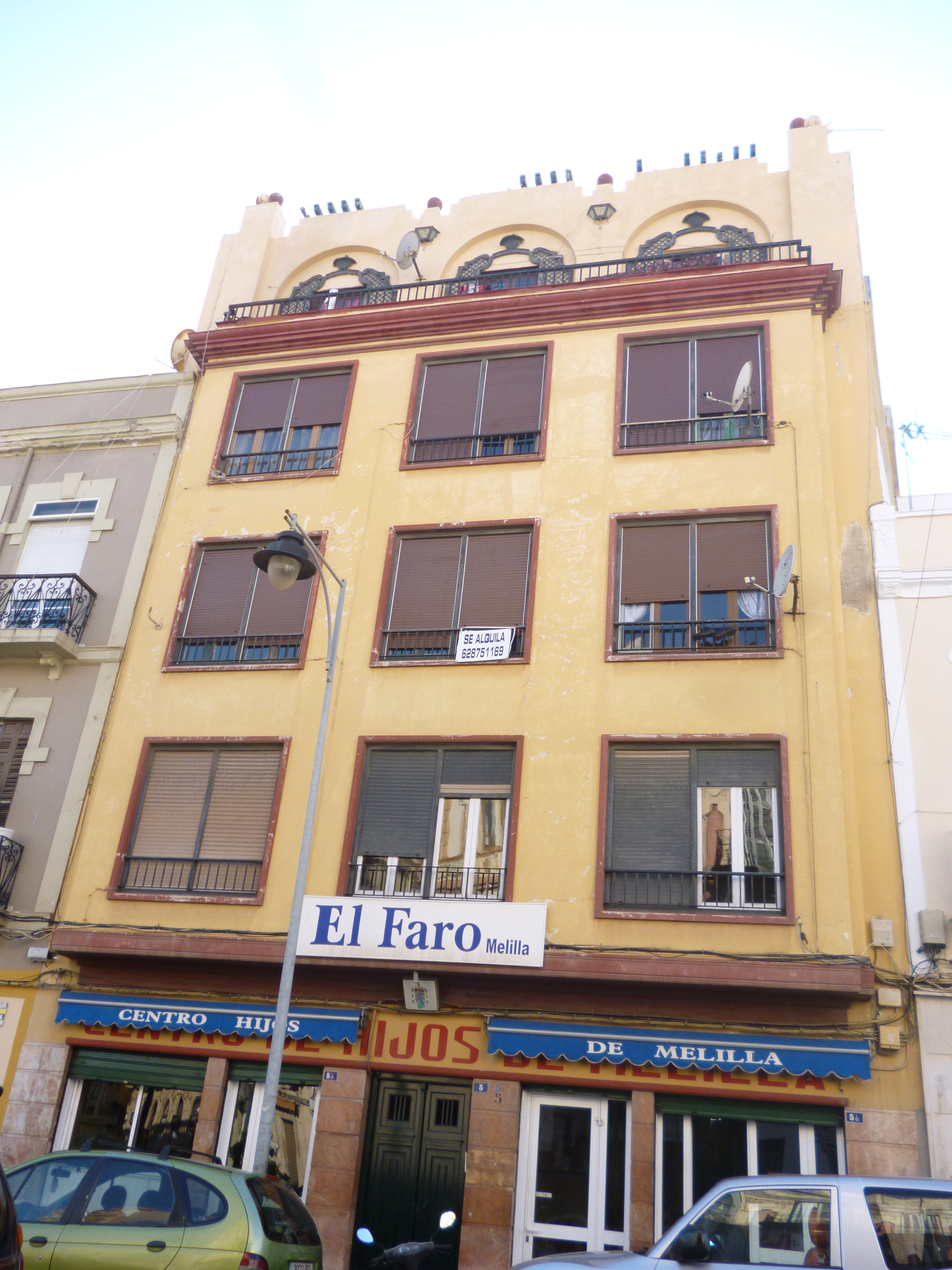
Casa de José Alcaine Díaz
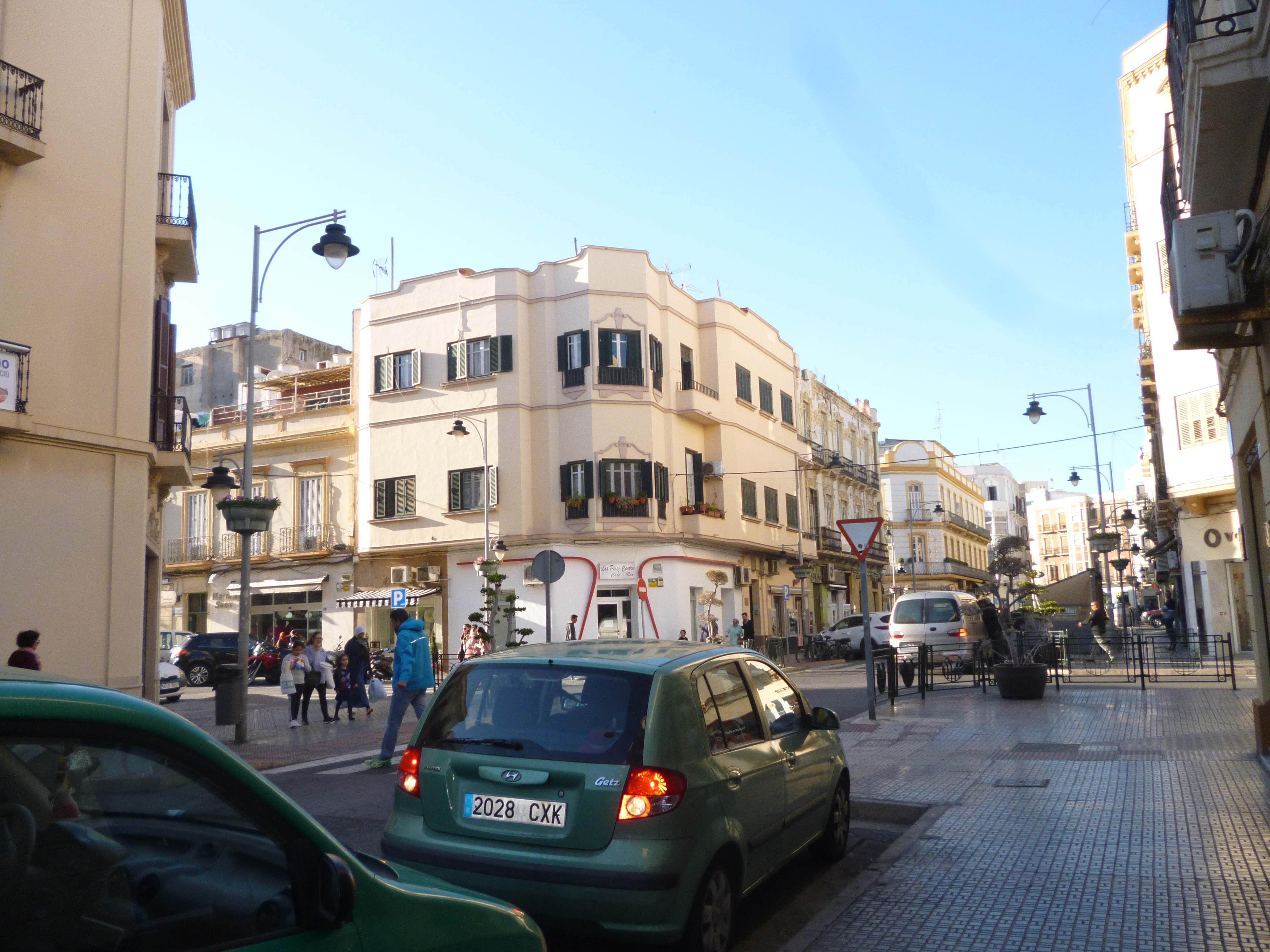
Calle General Pareja, 10
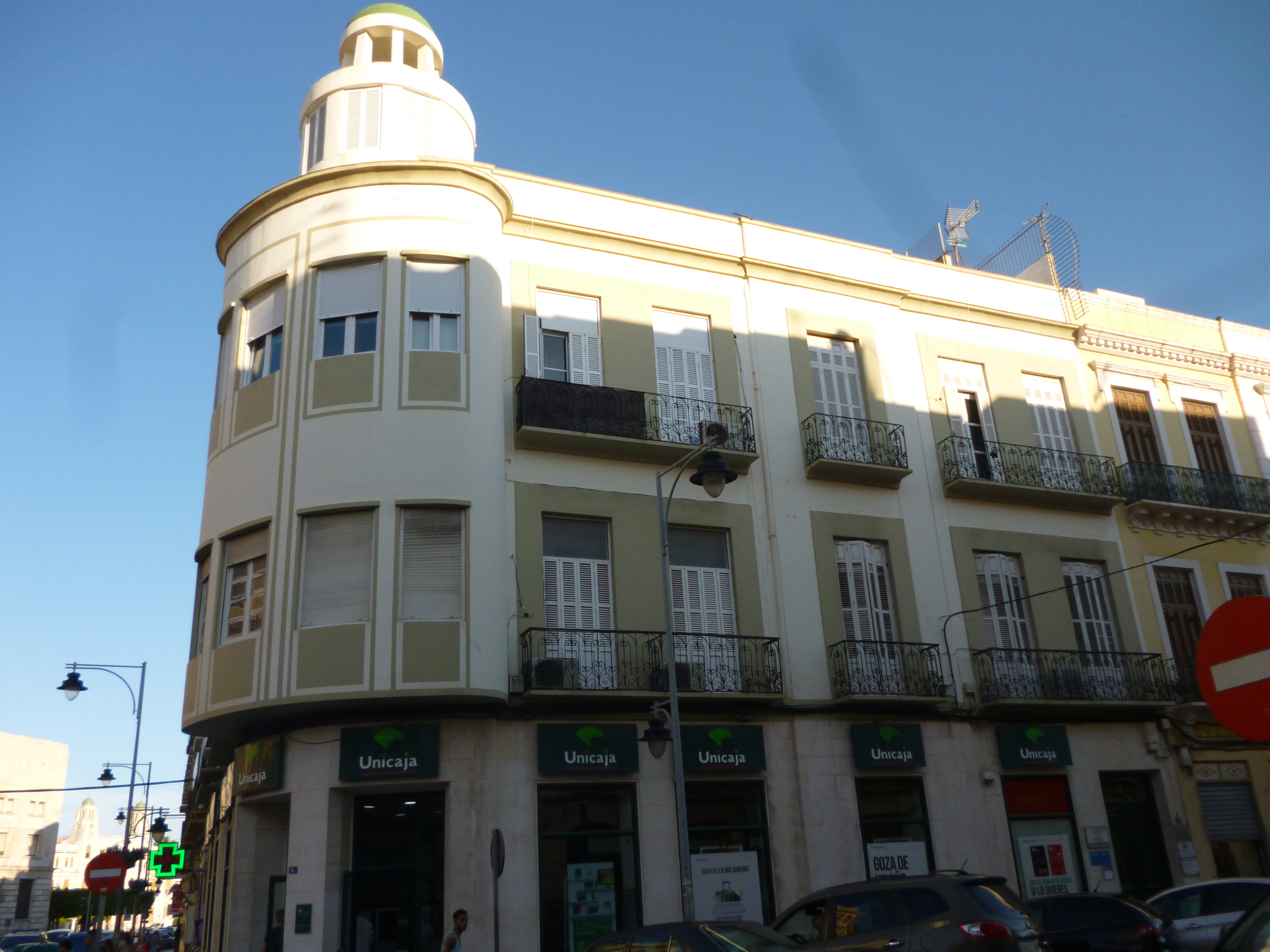
Edificio en la calle Cervantes, 4, Melilla

La Parroquia de la Medalla Milagrosa,la Casa de Antonio Iraola de Goicochea, la Casa de Joaquín Burillo, el Edificio Gaselec, la Casa de José Alcaine Díaz (1949) y la Casa de los Sindicatos.

### Neoárabe

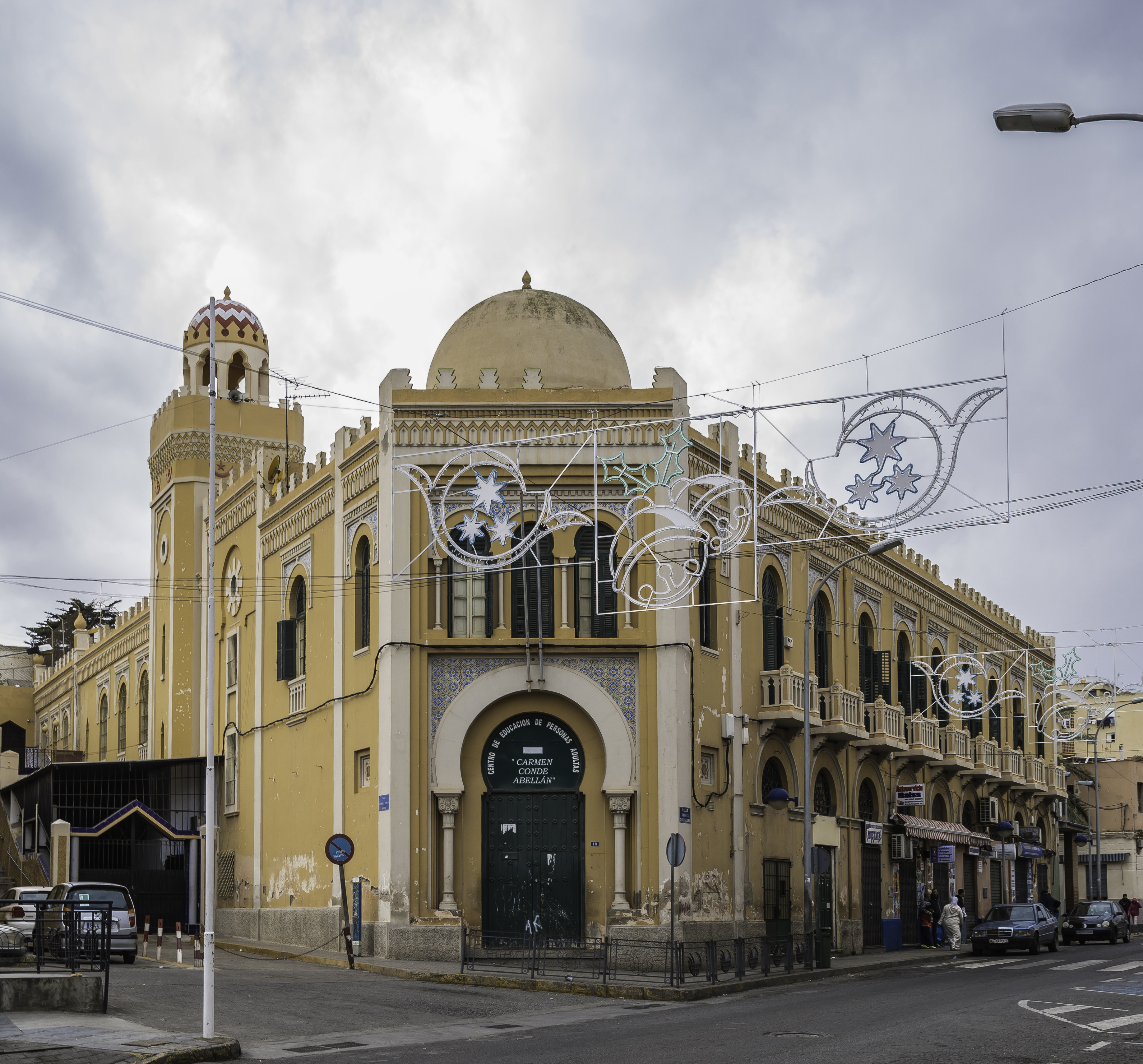
Mezquita Central
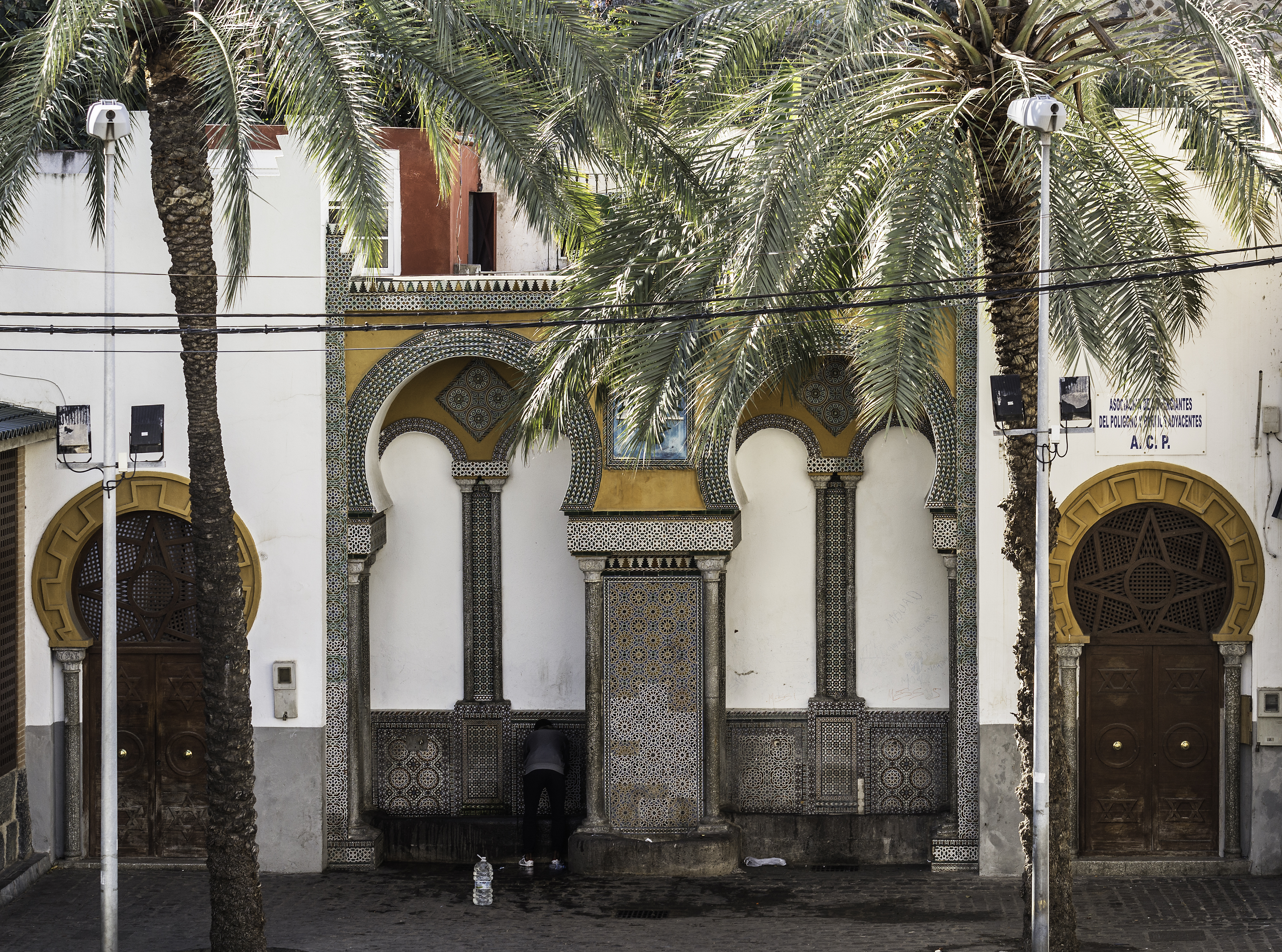
Fuente del Bombillo
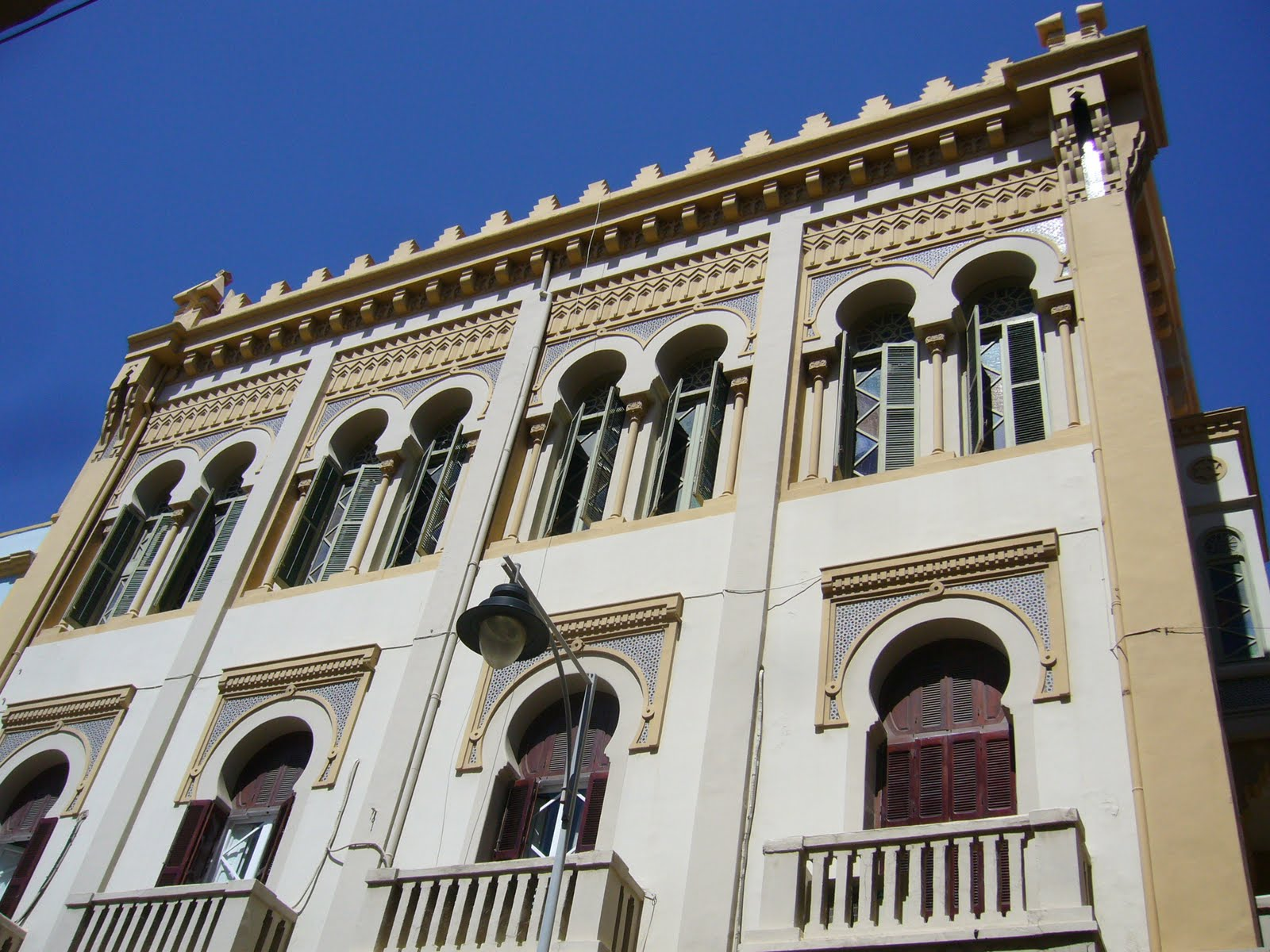
Casa de Yamín Benarroch
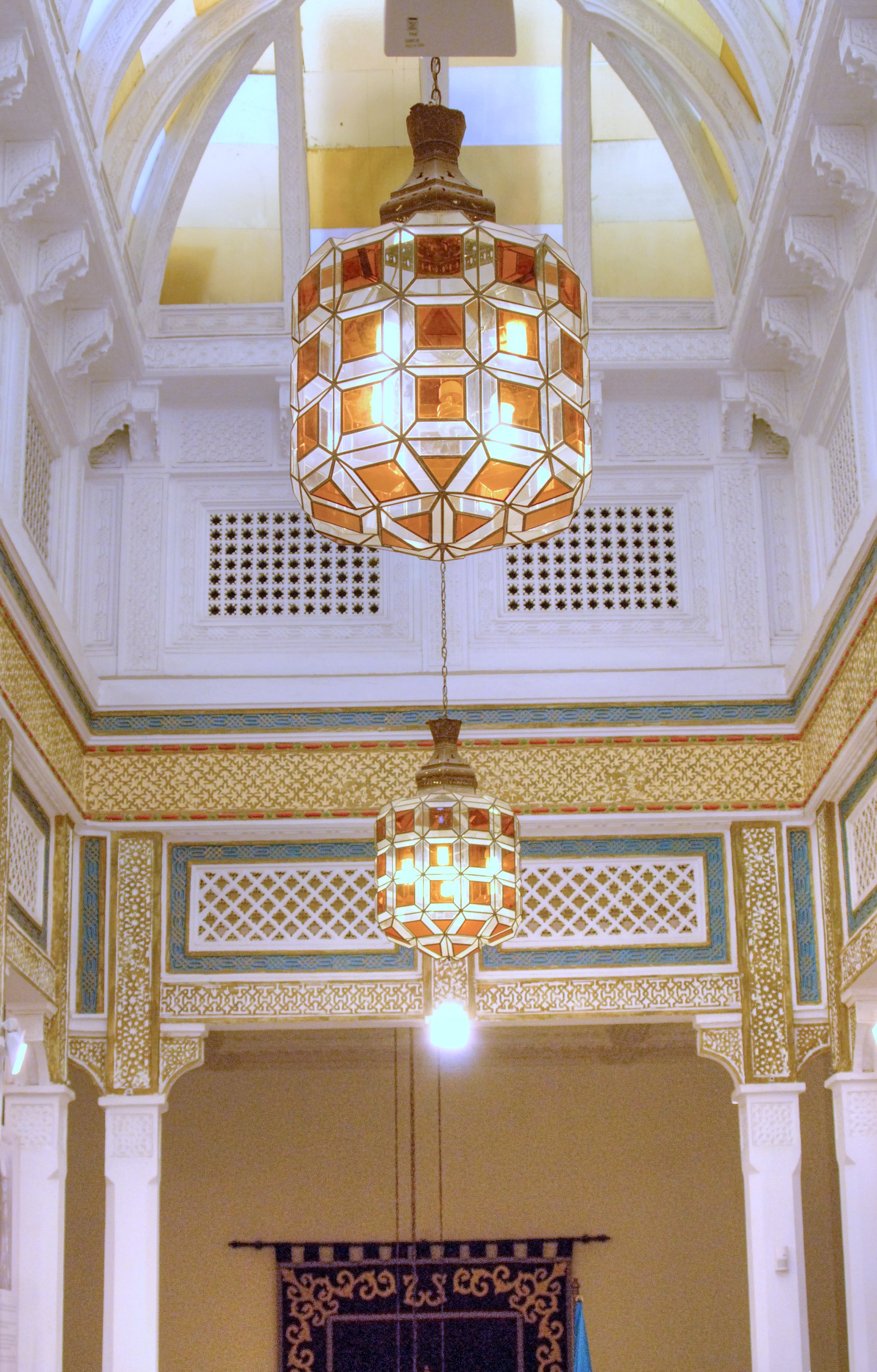
Casino Militar
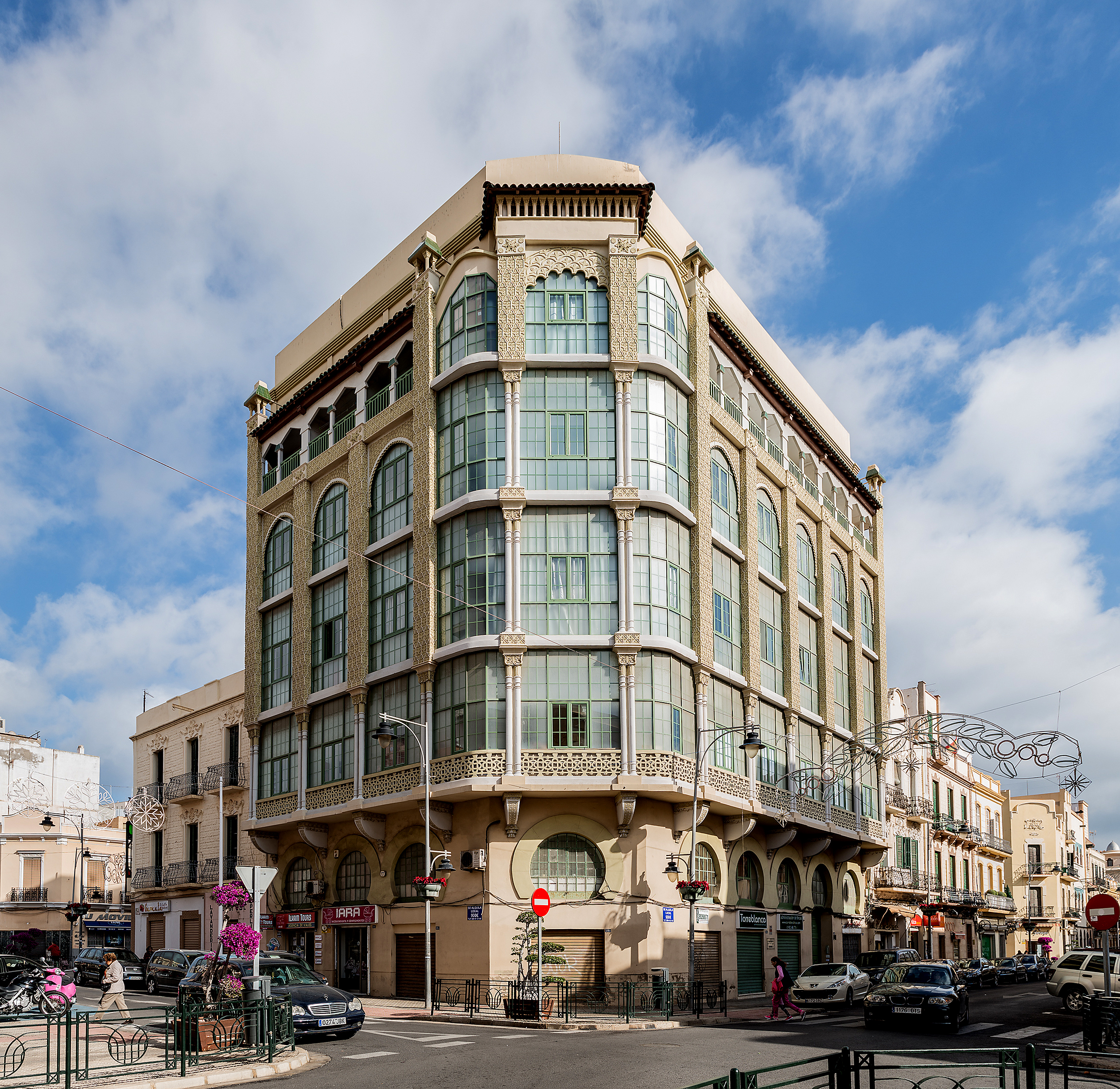
Casa de los Cristales
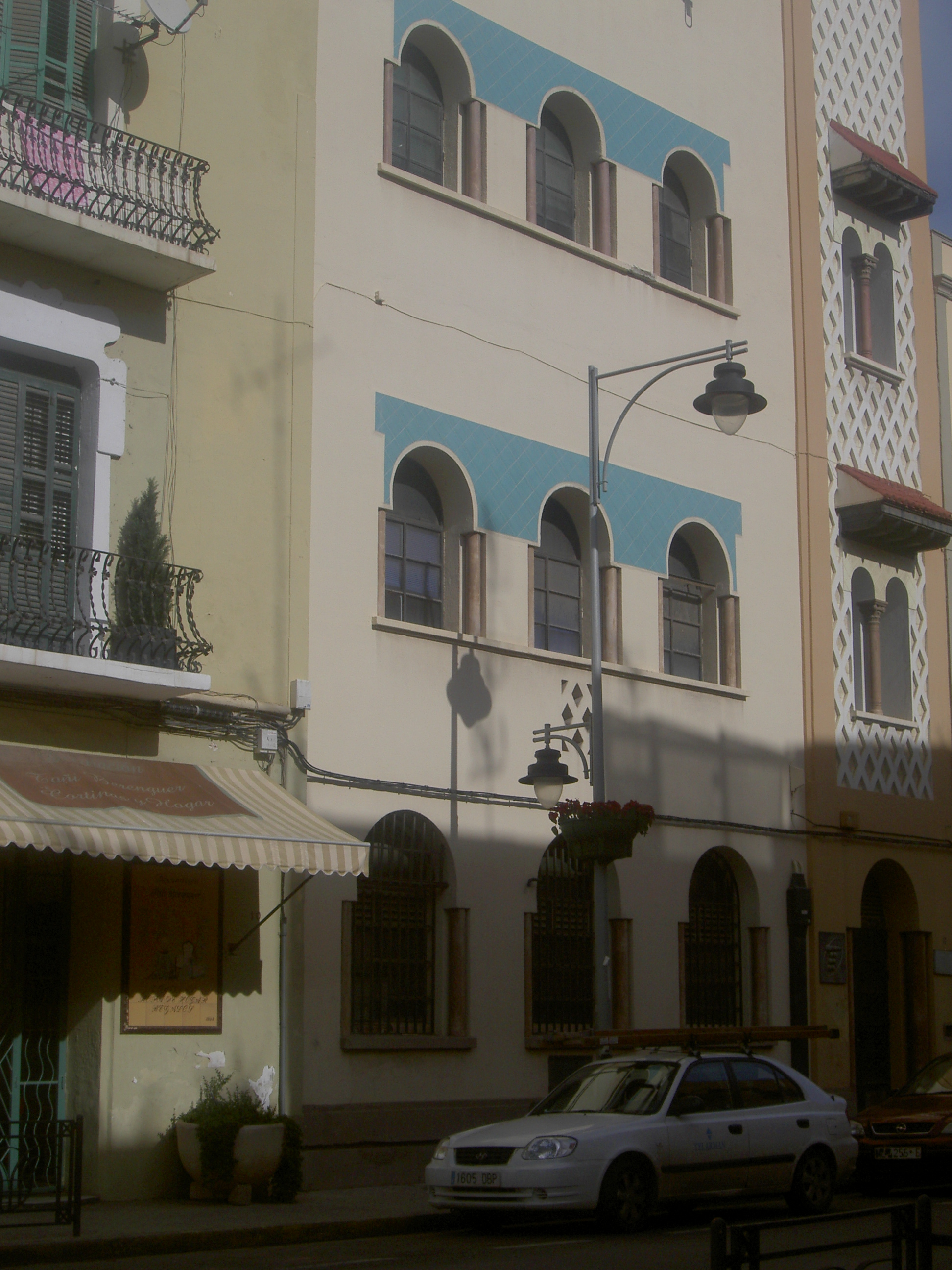
Edificio de Telefónica

Como la Mezquita del Buen Acuerdo (1927) o la Mezquita Central, con la cercana Fuente del Bombillo, la Casa de Yamín Benarroch que alberga la Sinagoga Or Zaruah, así como otros edificios públicos, hoteles como el Gran Hotel Reina Victoria, actual Casa de los Cristales, centros sociales Casino Militar, Centro Cultural de los Ejércitos hospitales Edificio Antigua Escuela de Artes y Oficios Artísticos y el Pabellón de Té para de Oficiales del antiguo Hospital Militar de Melilla, oficinas Edificio de Telefónica y en ocasiones para uso residencial, Villa Ben Amor (1934) .

## Clasicismos

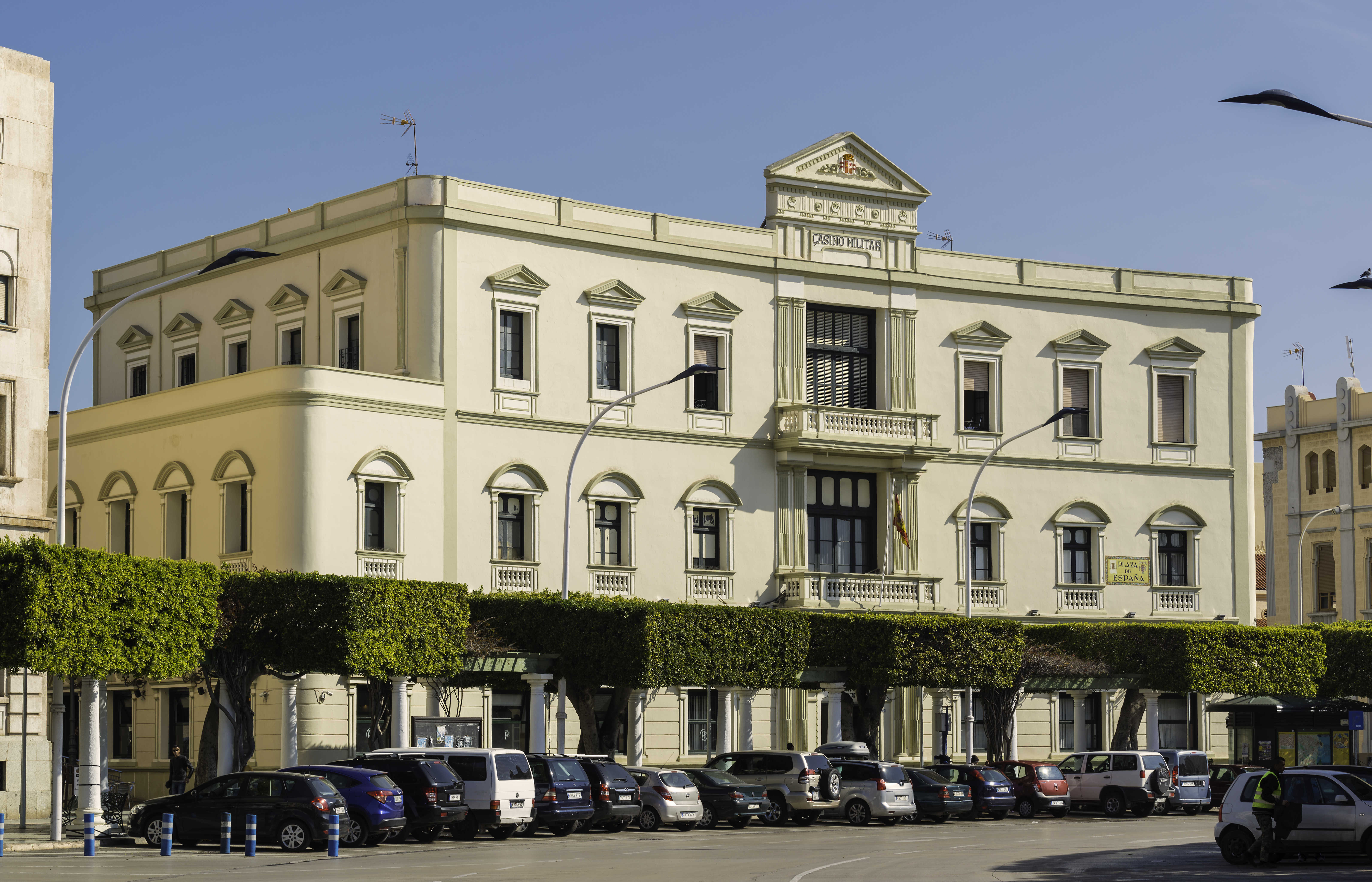
Casino Militar de Melilla
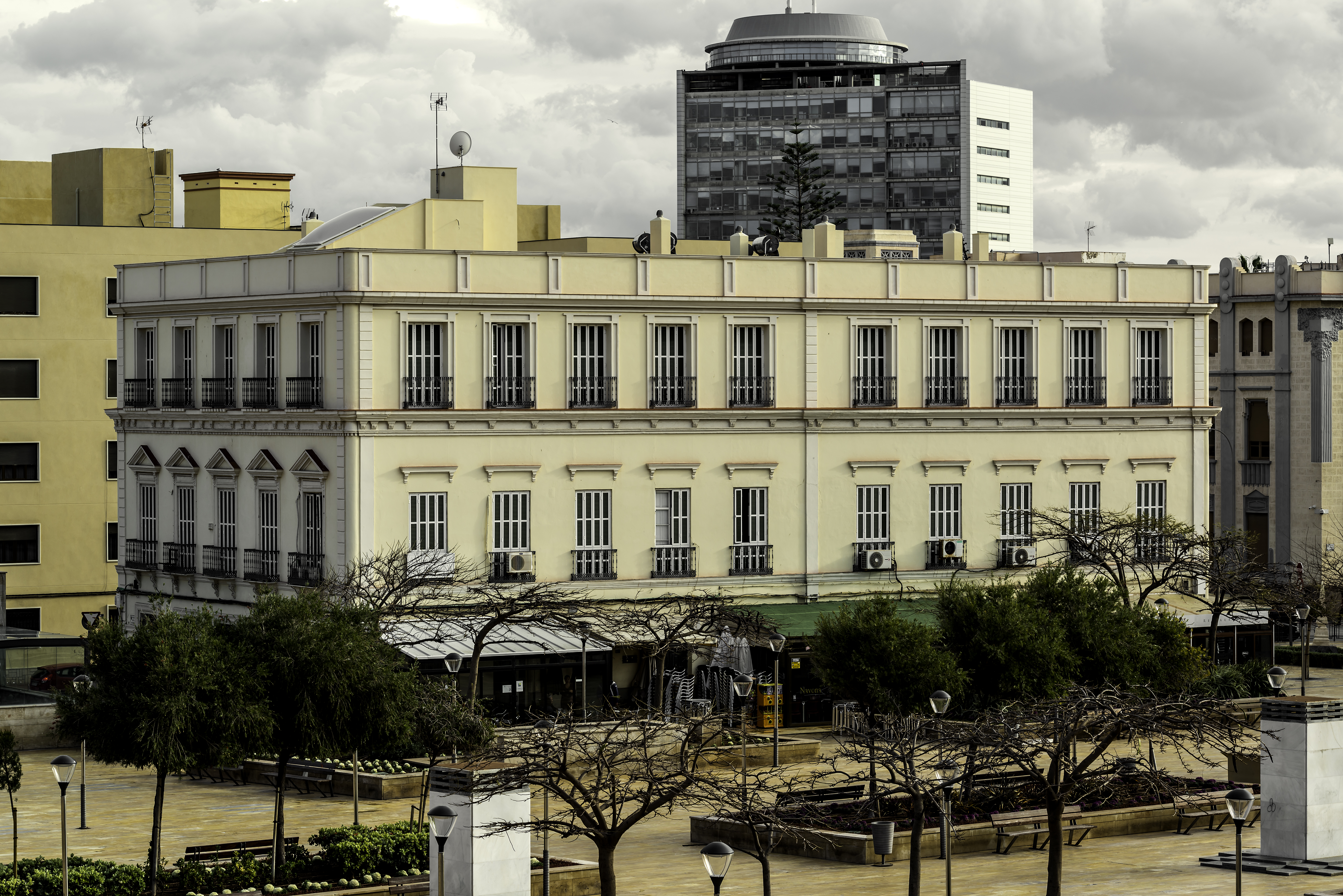
Casa Salama
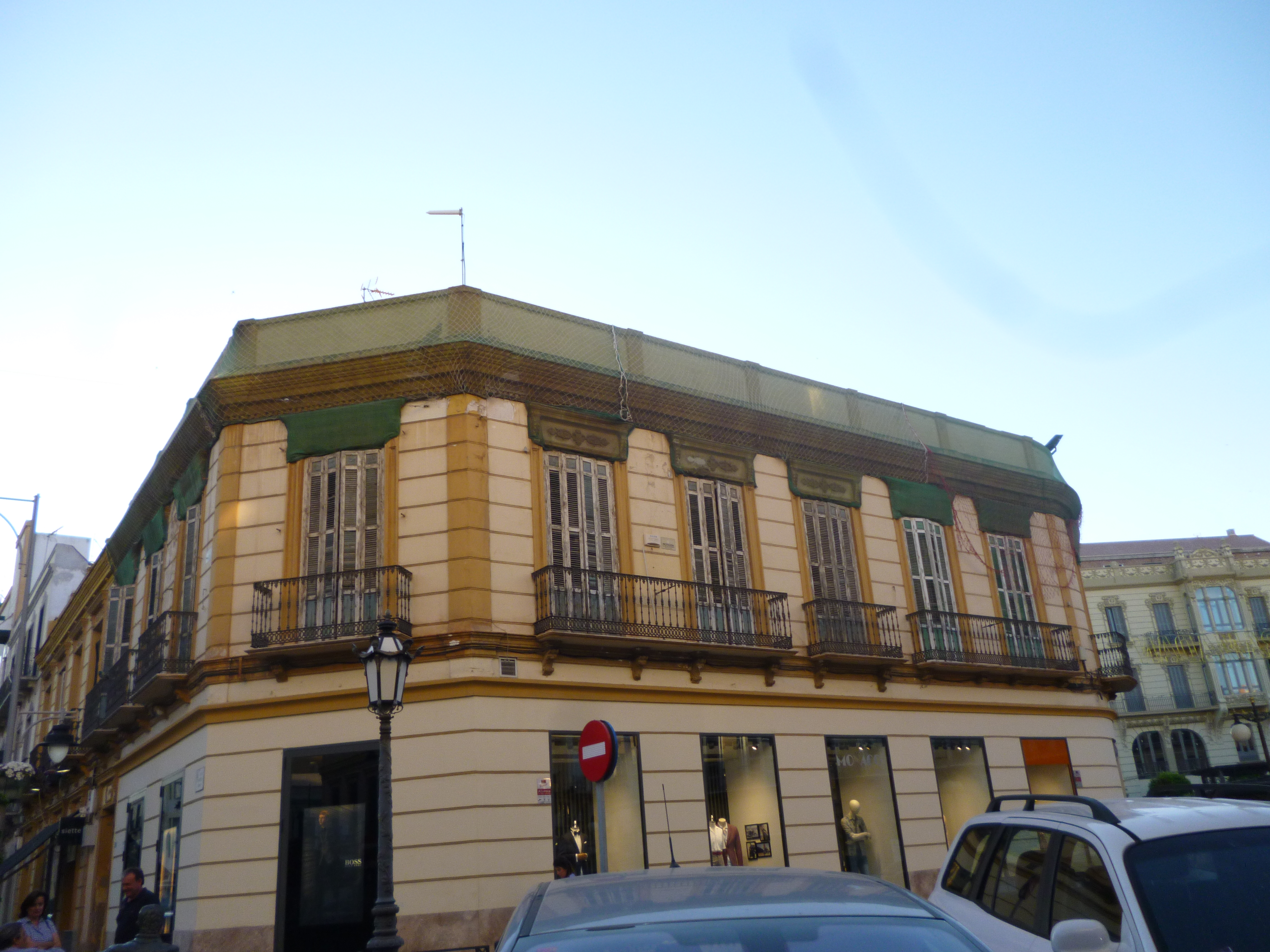
Casa de Salomón Dray
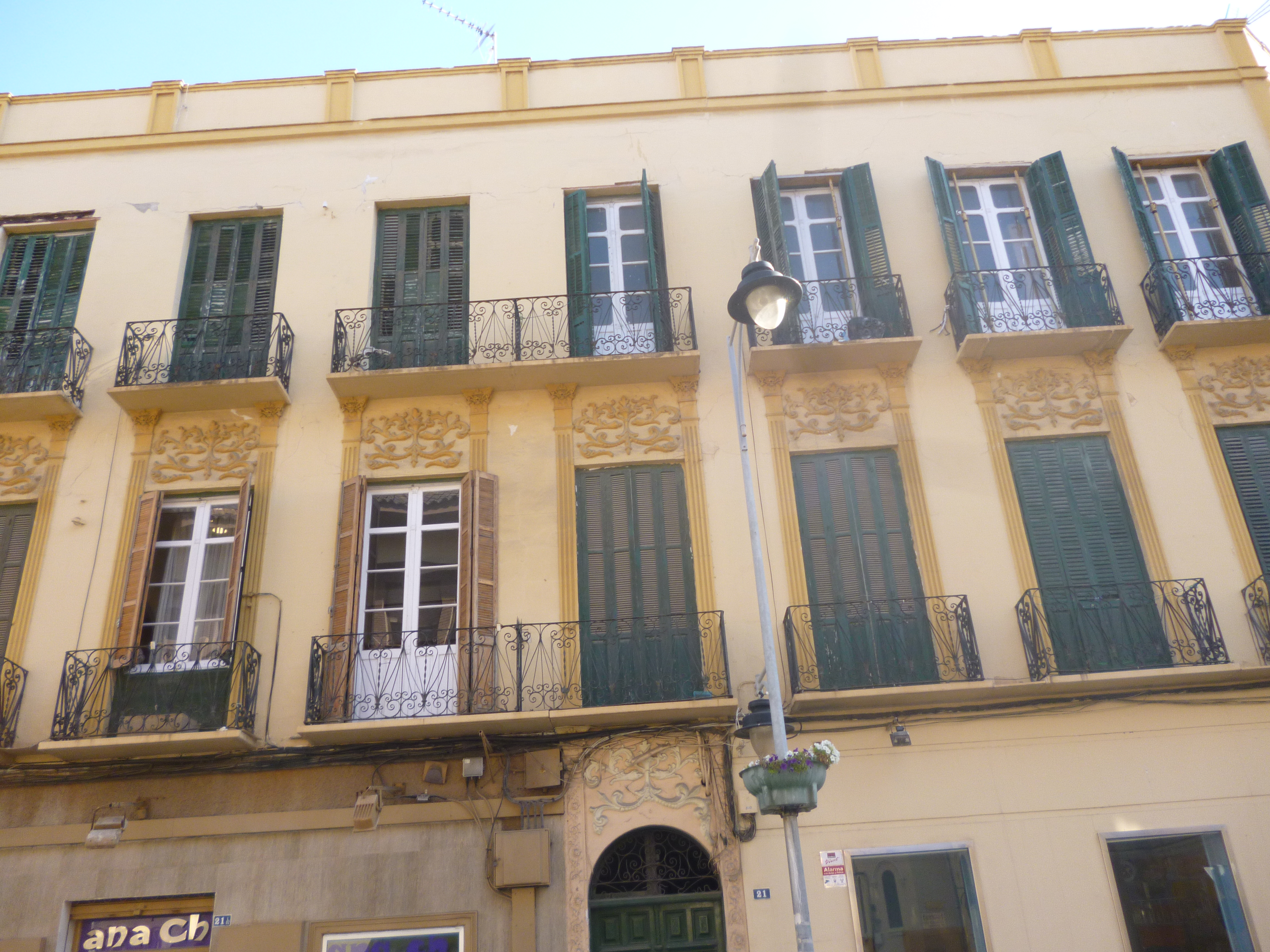
Ejército Español, 21
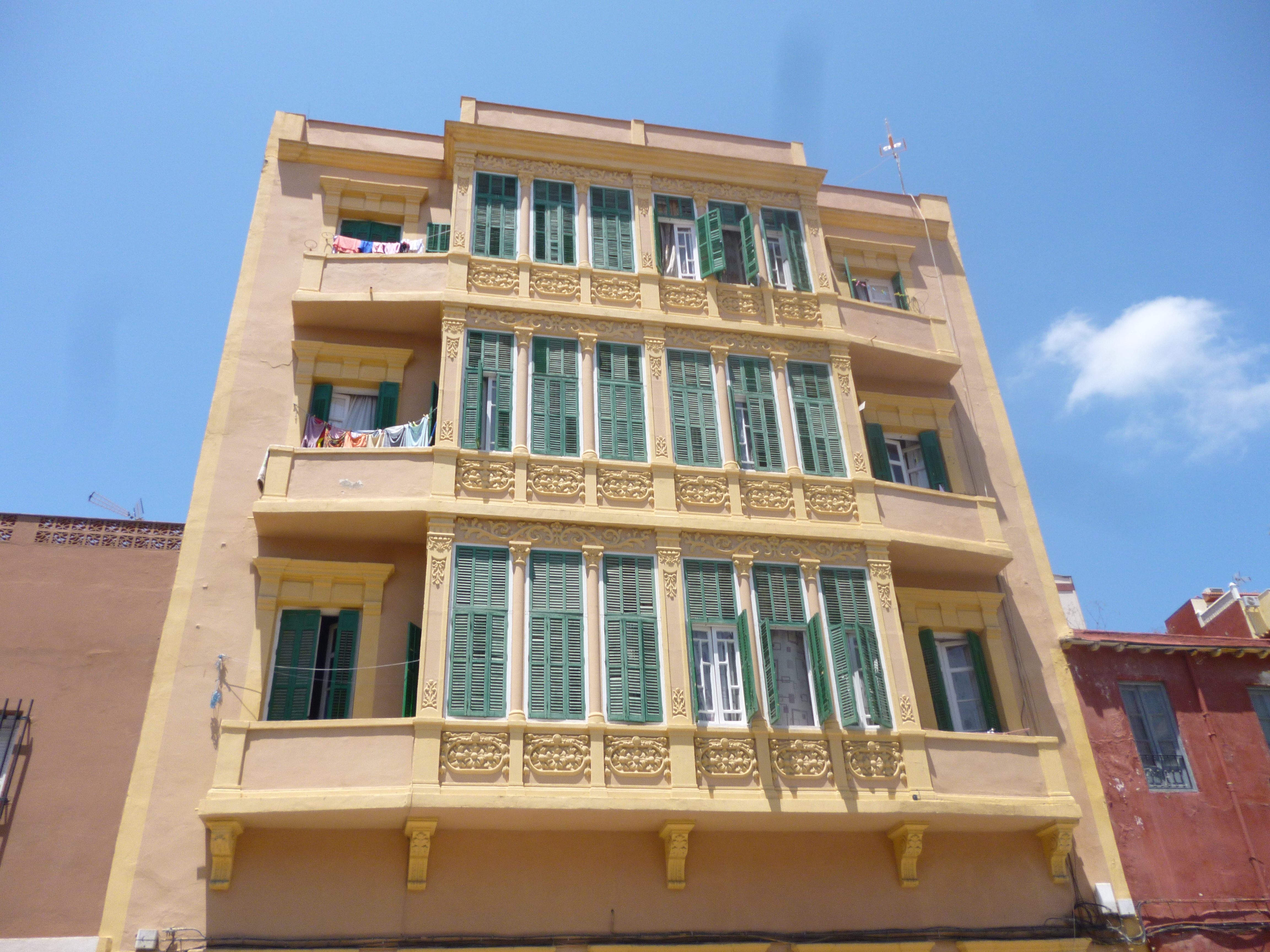
Castelar, 39
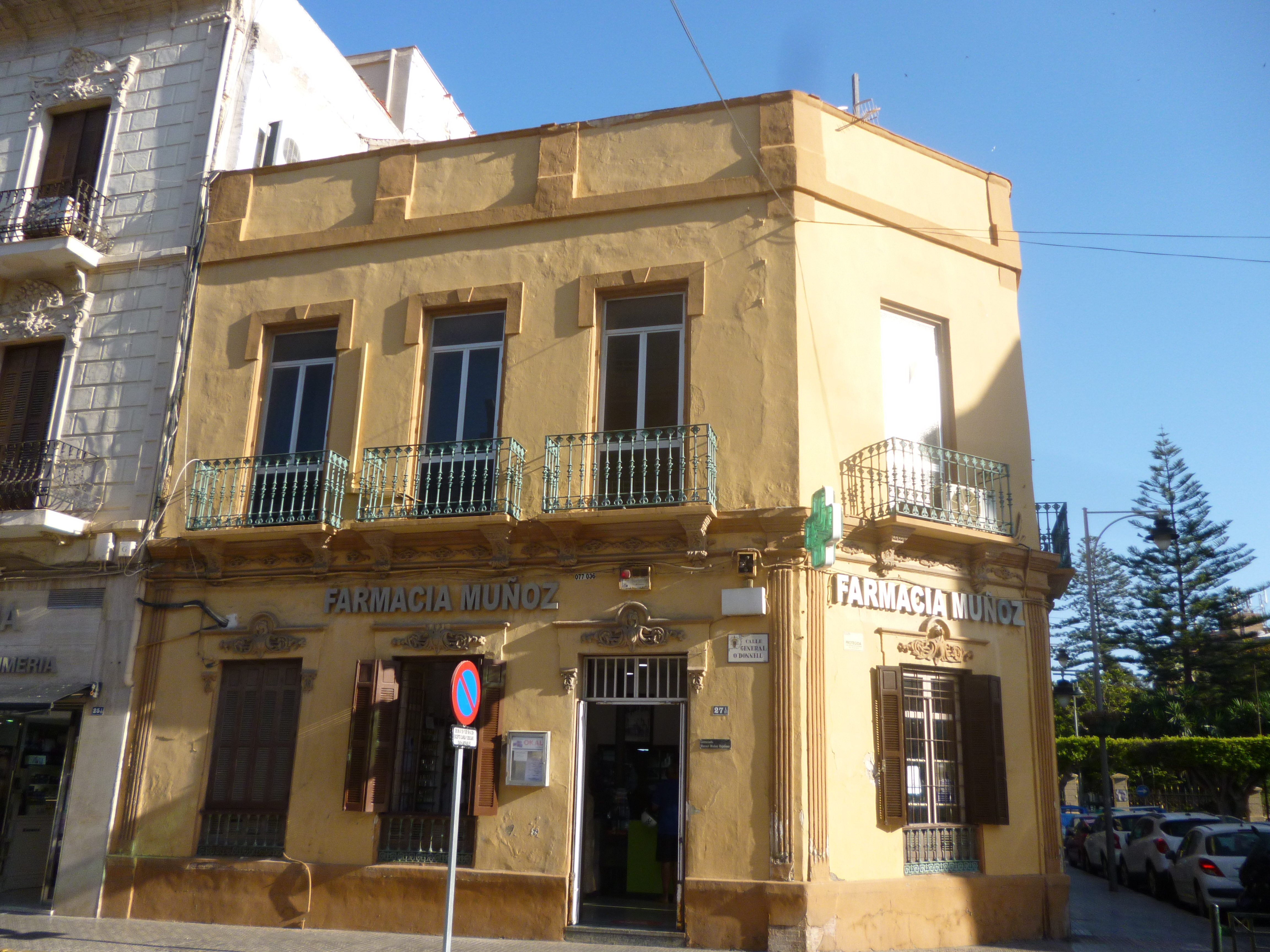
O'Donnell, 27
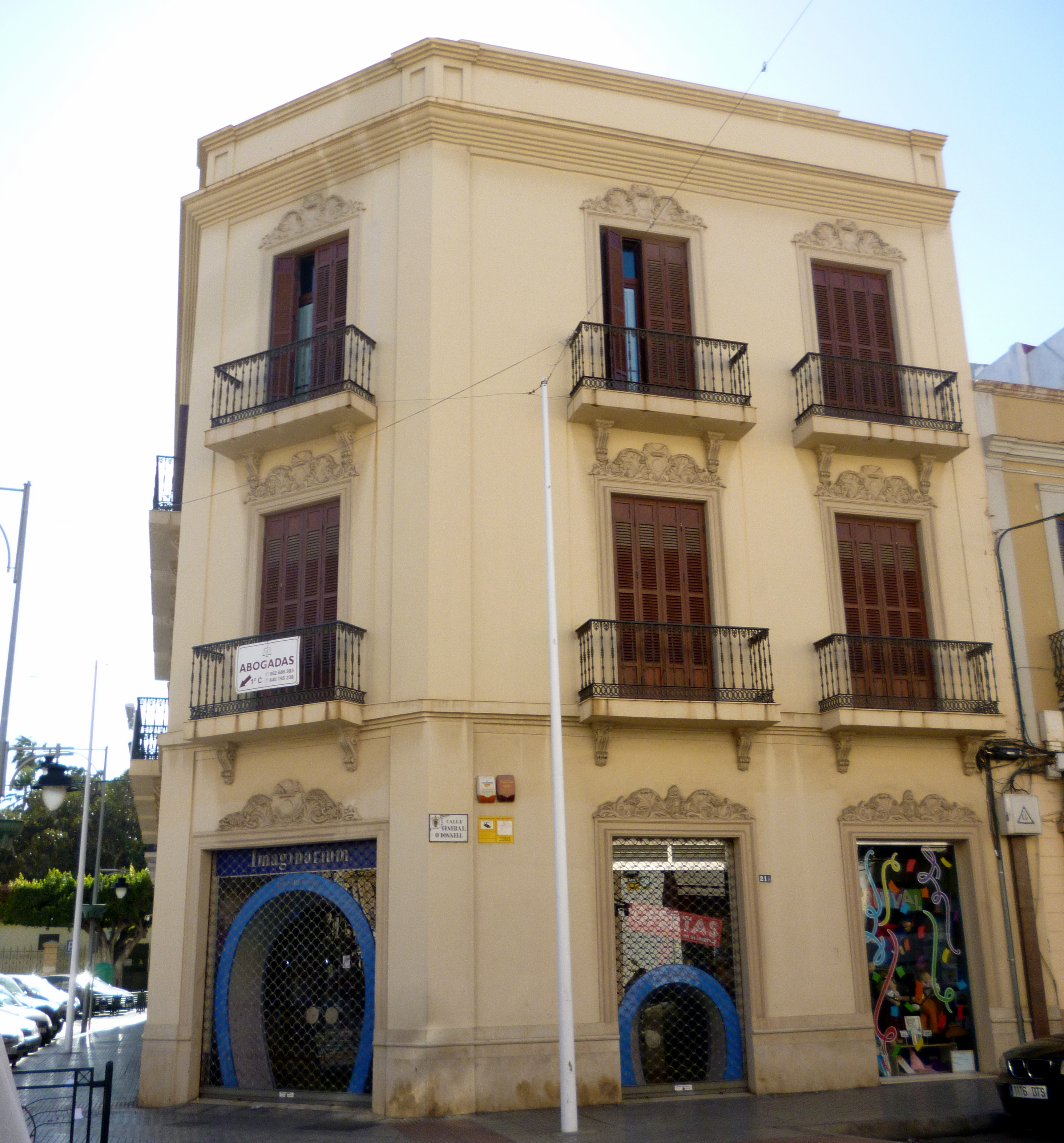
O'Donell, 21
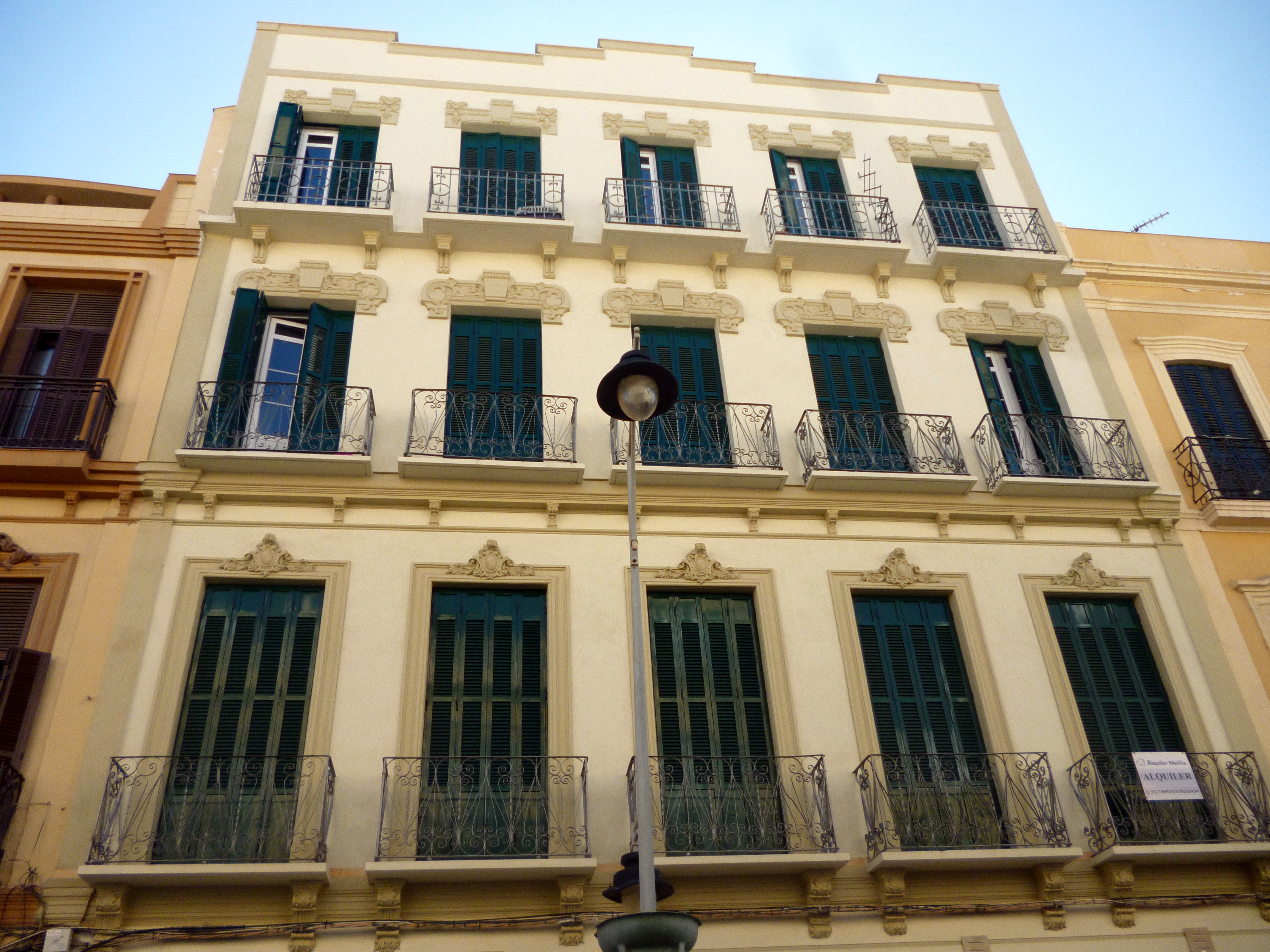
O'Donnell, 15
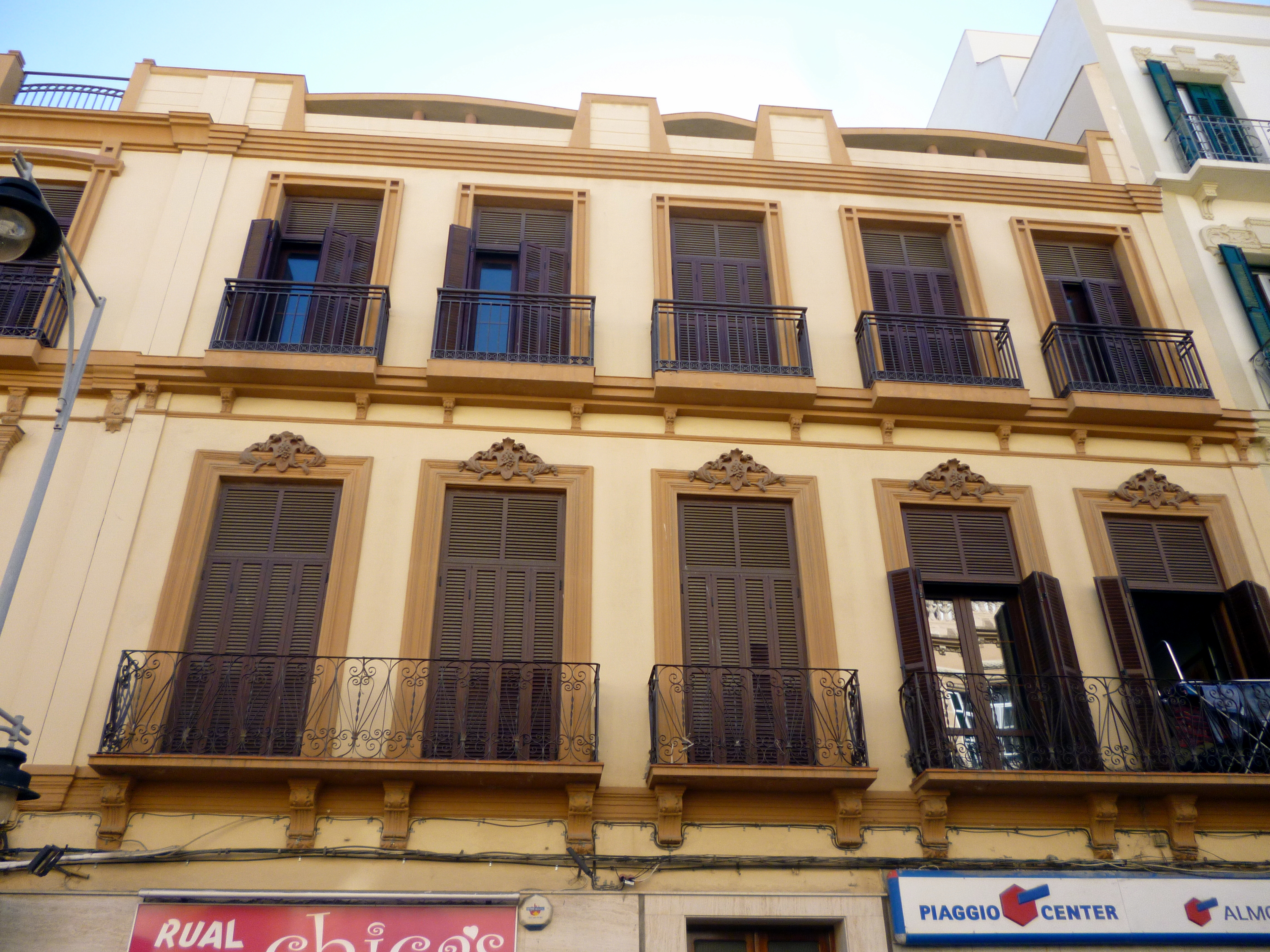
O'Donnell, 13
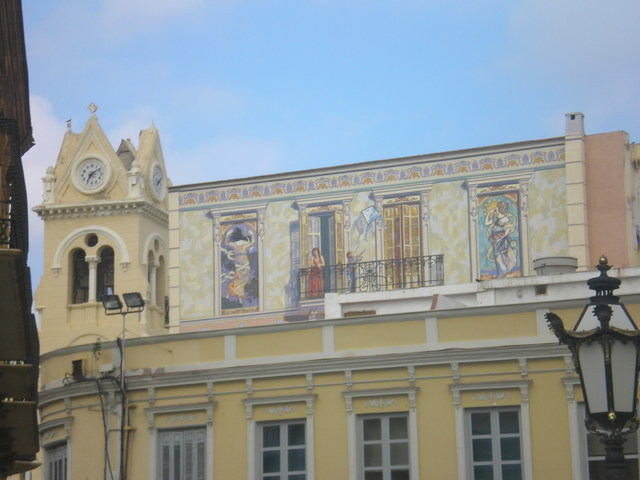
La Avenida, 18
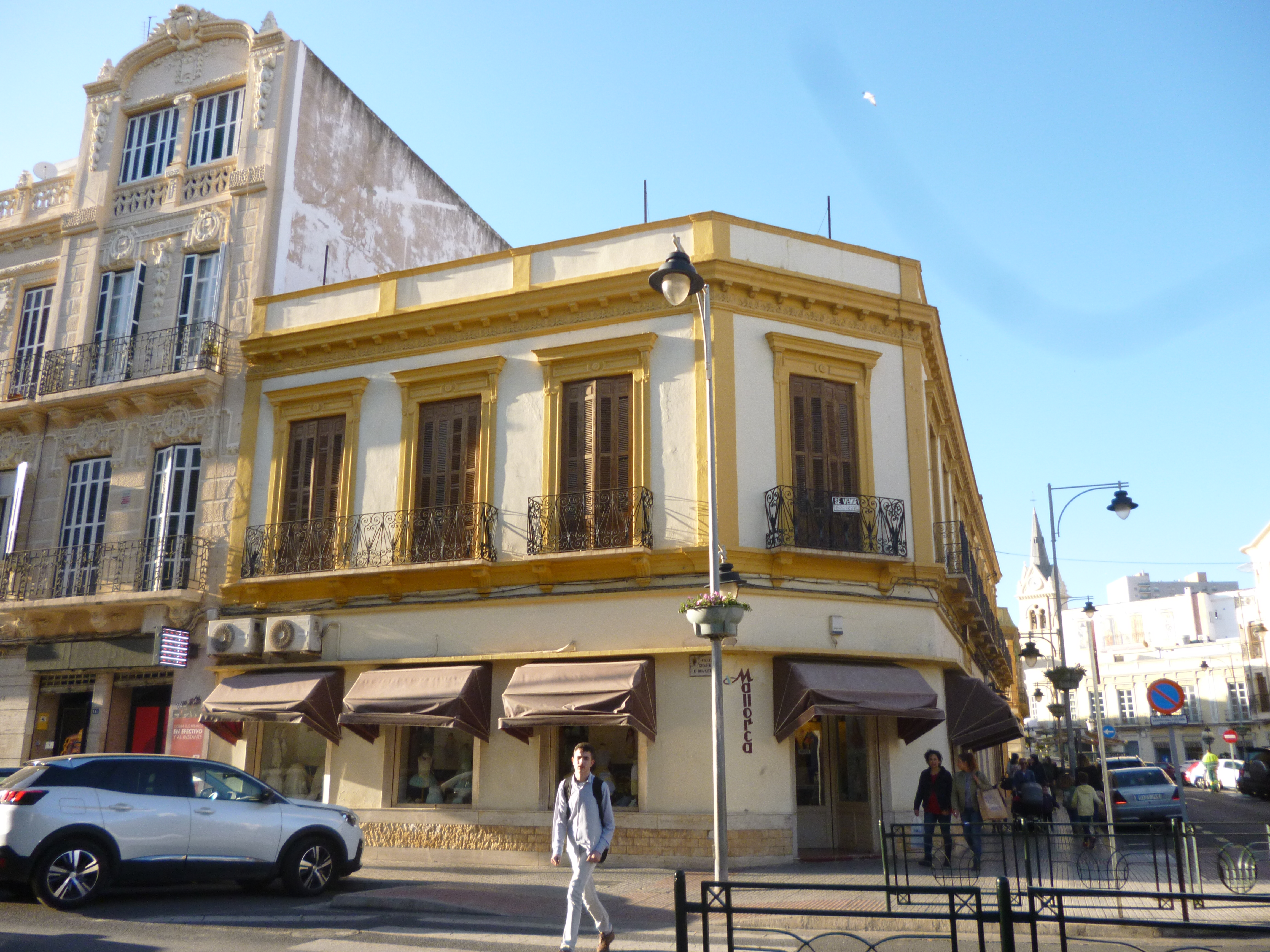
General Chacel, 6
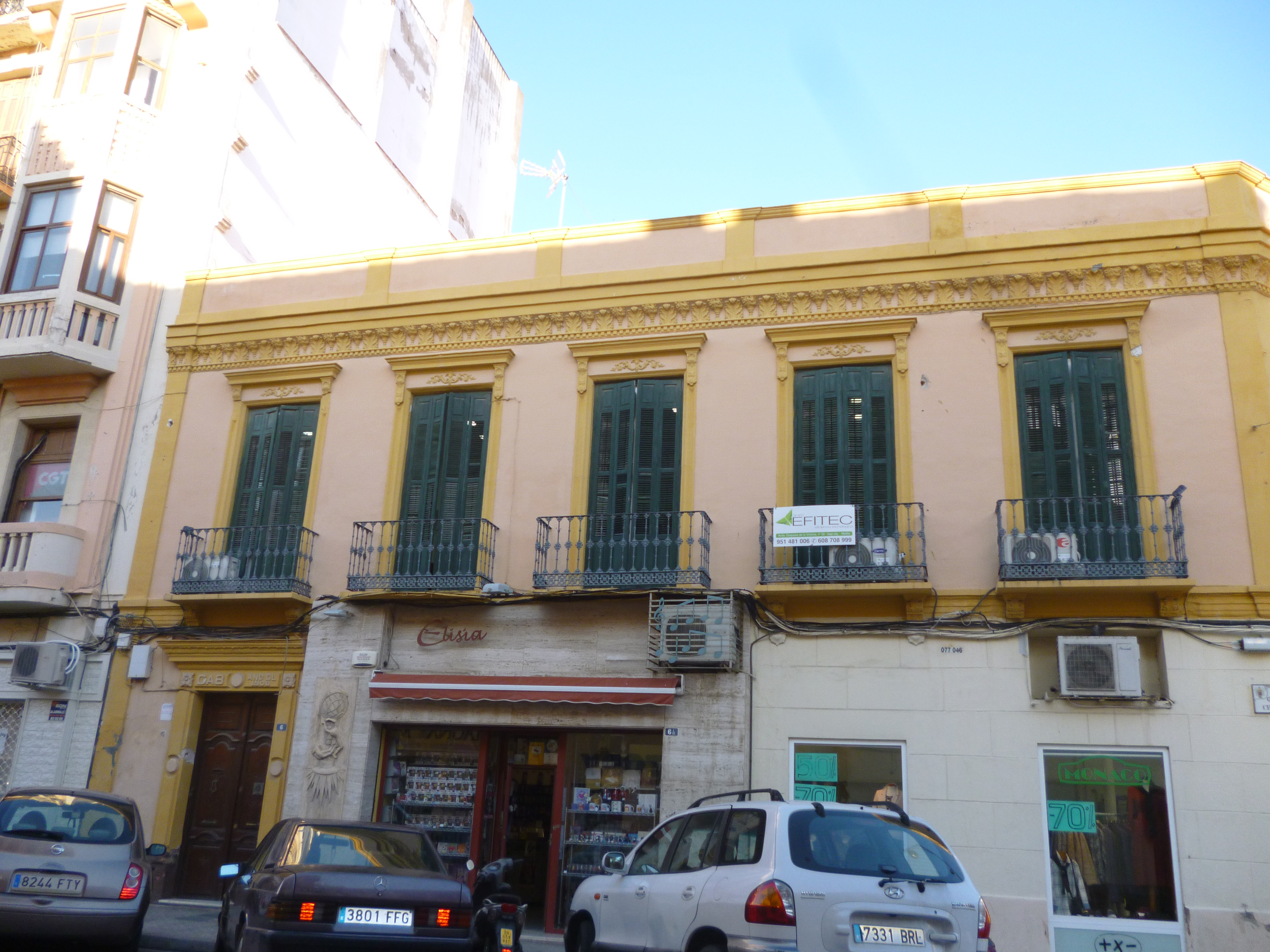
General Chacel, 5
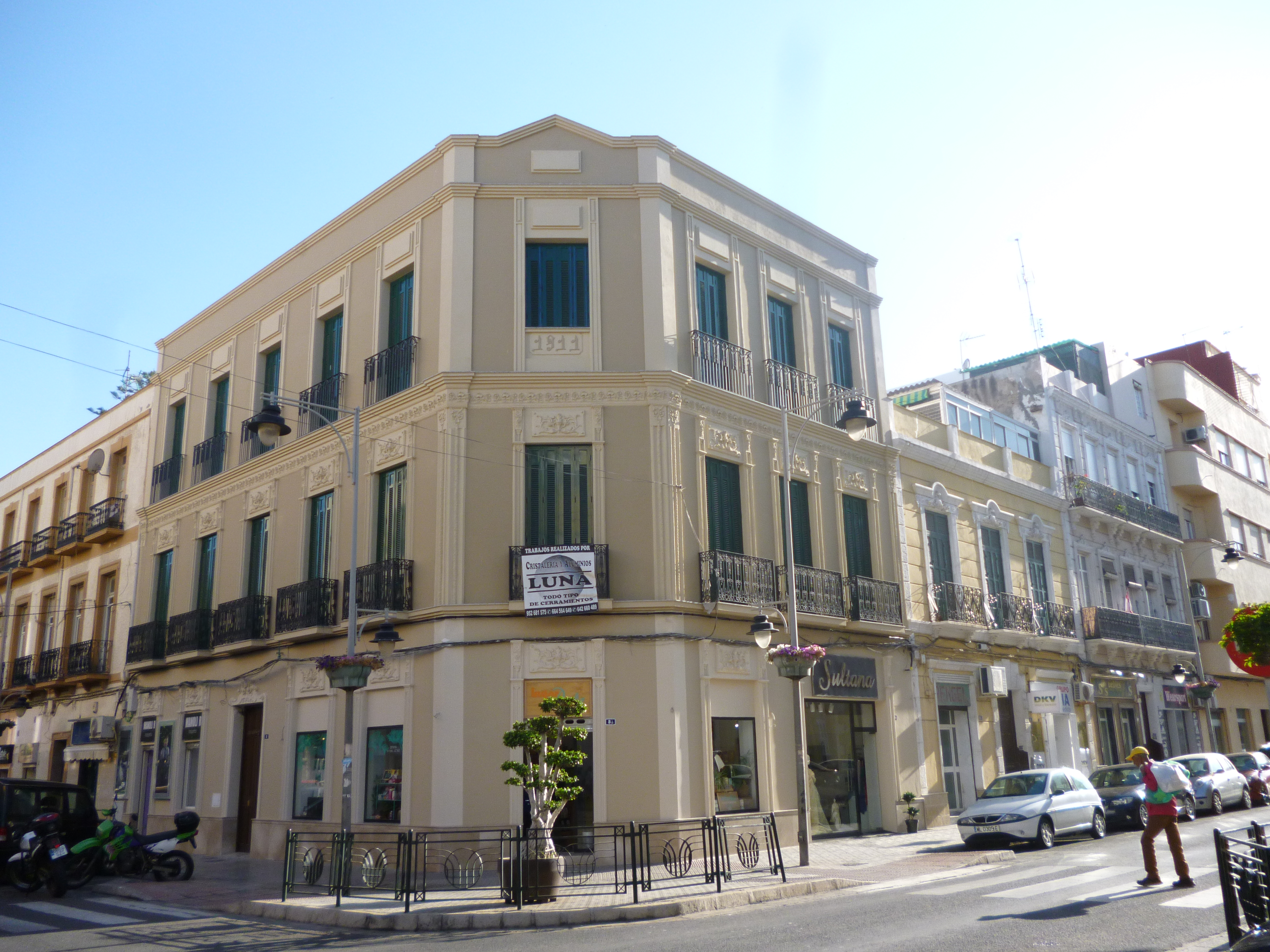
O'Donnell, 29
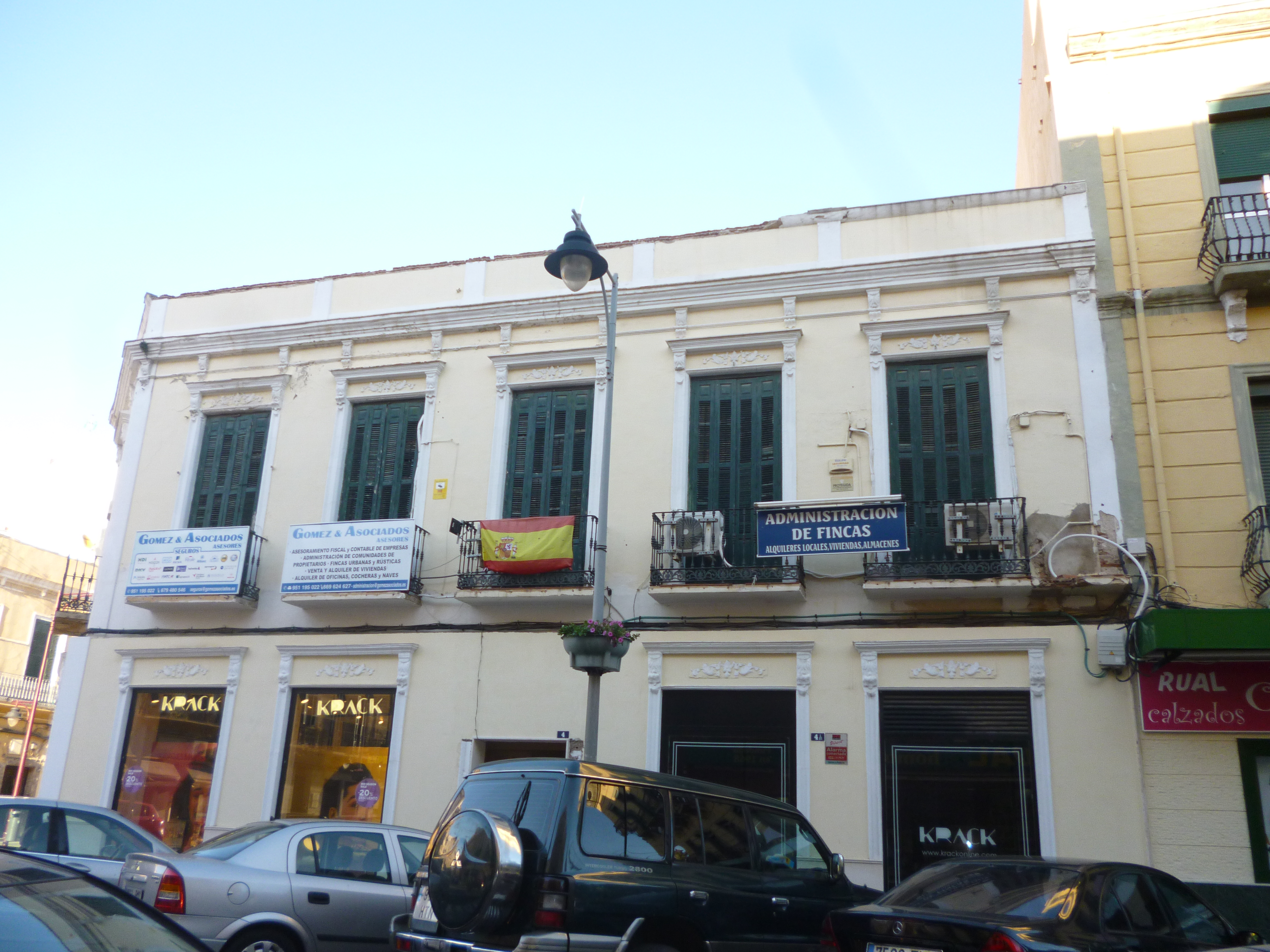
General Chacel, 7
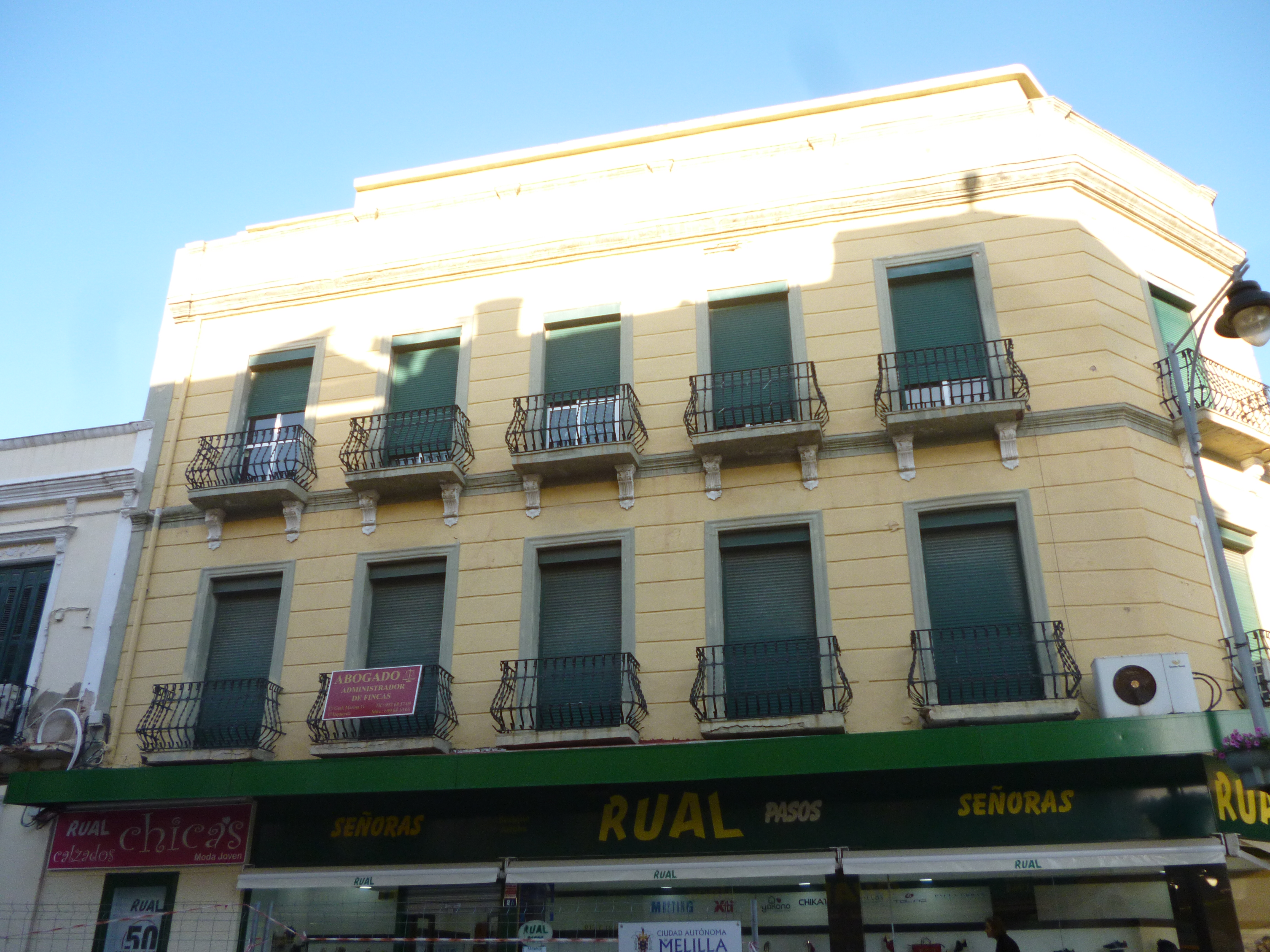
General Chacel, 9
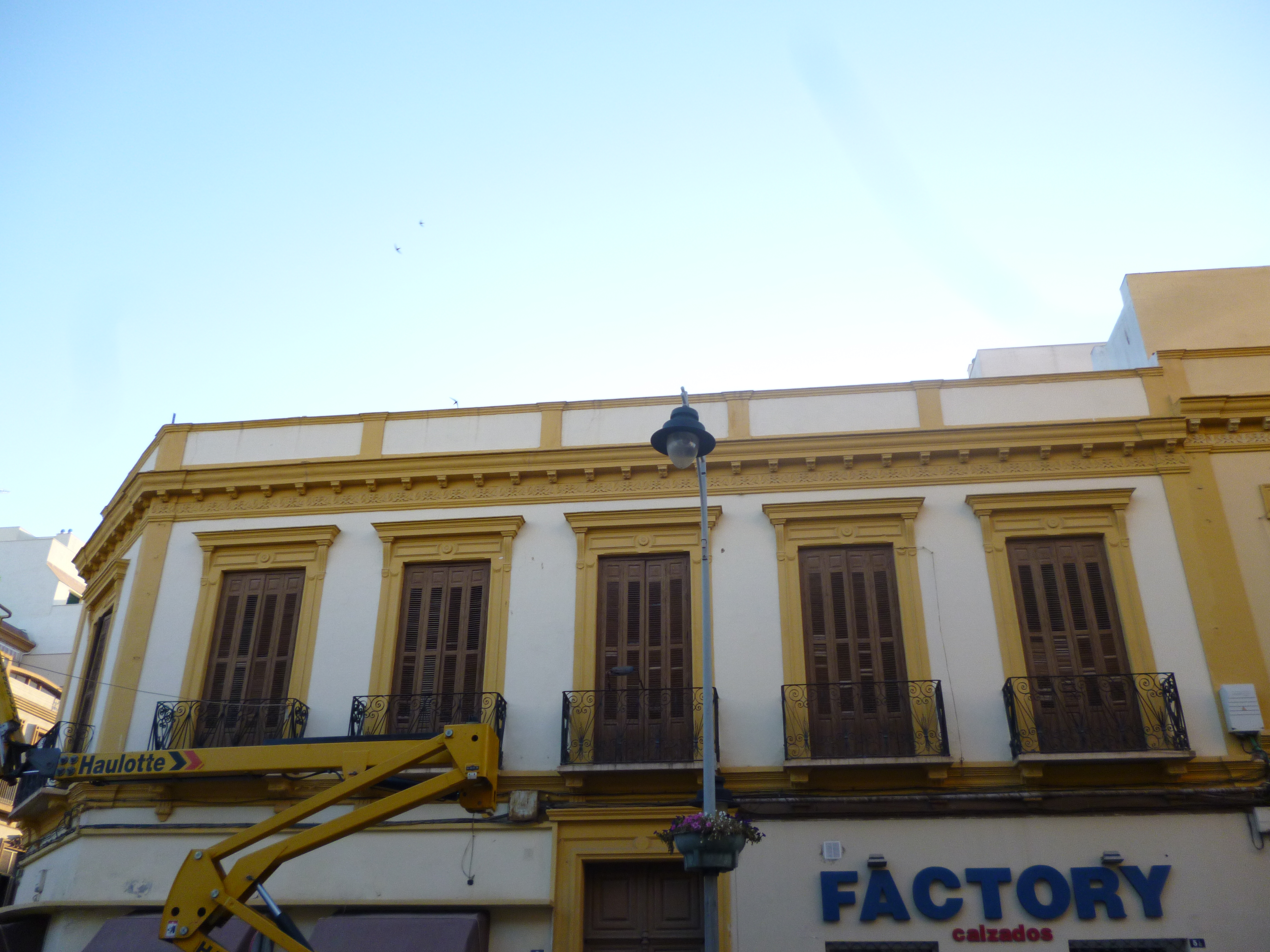
General Chacel, 6
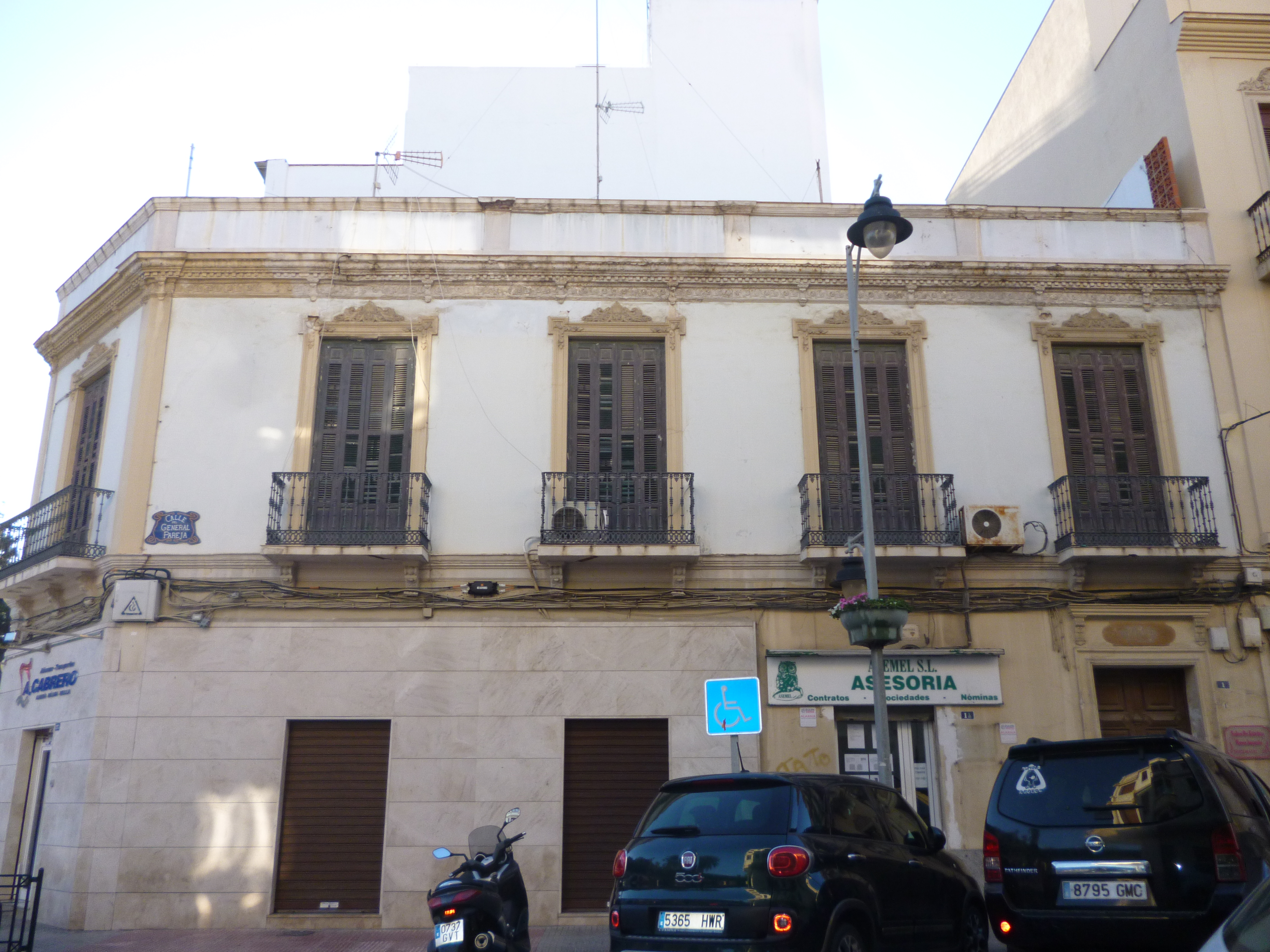
Calle General Pareja, 14
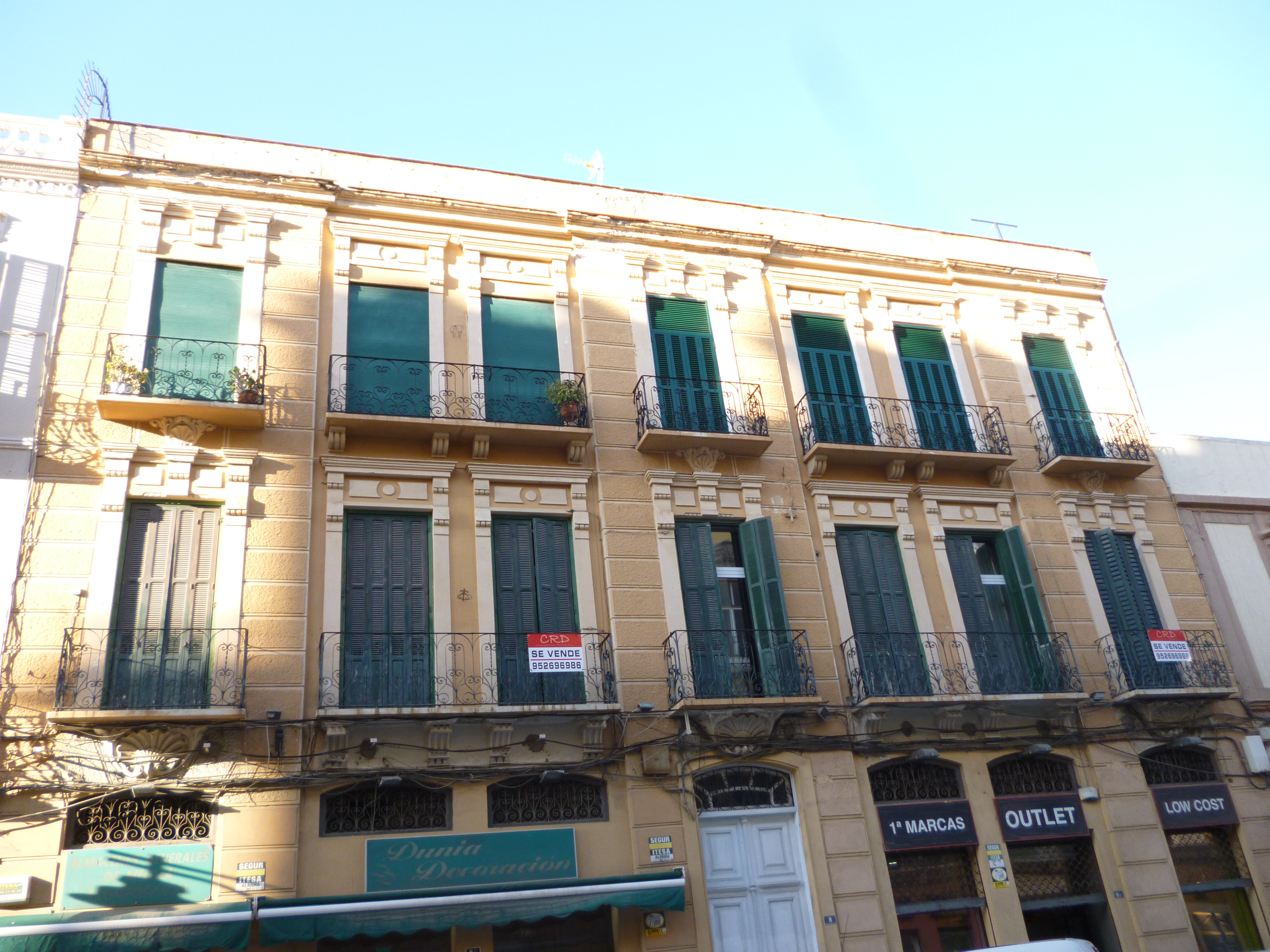
Ejército Español, 10
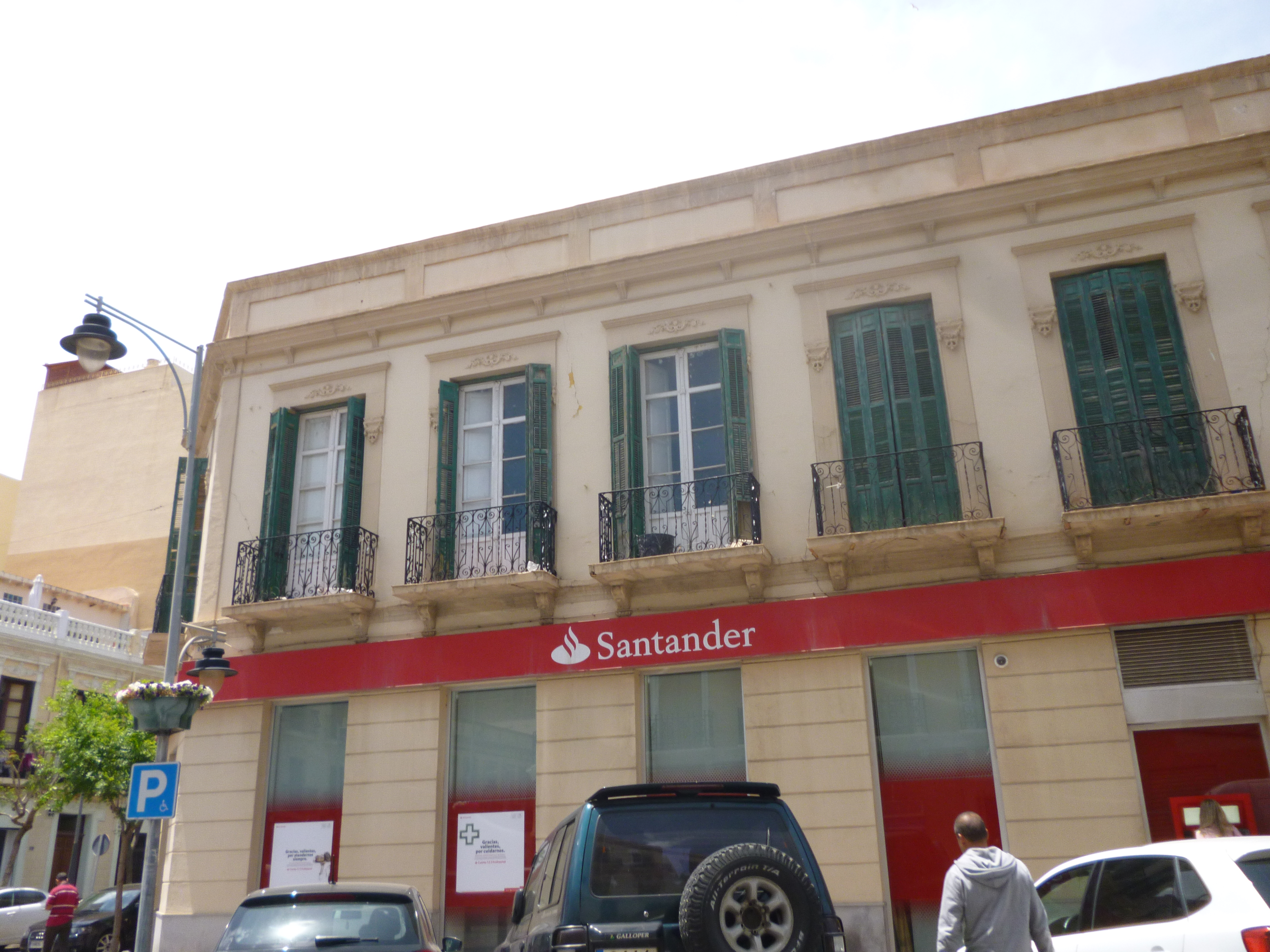
Abdelkader, 6
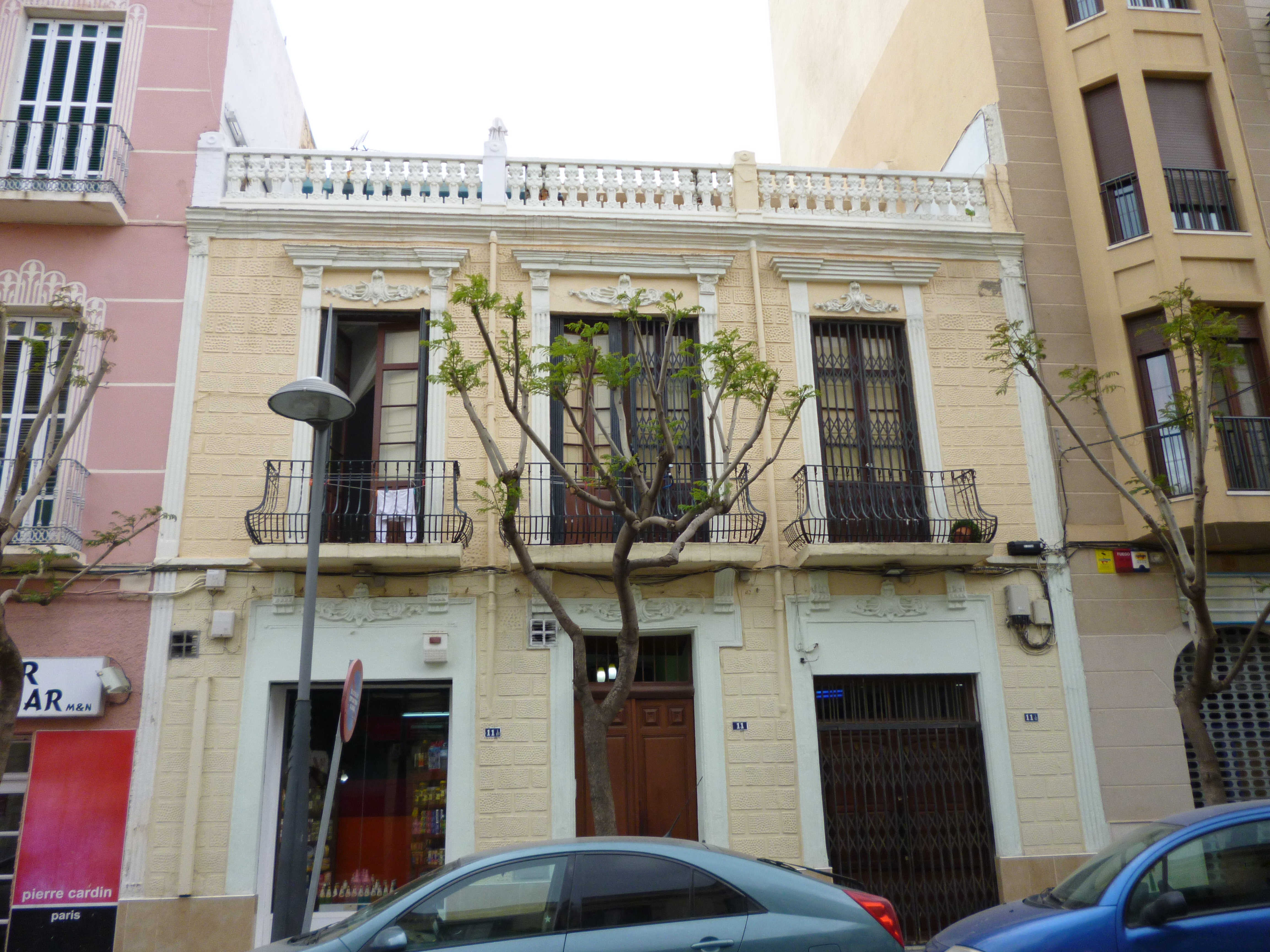
Conde del Serrallo, 11
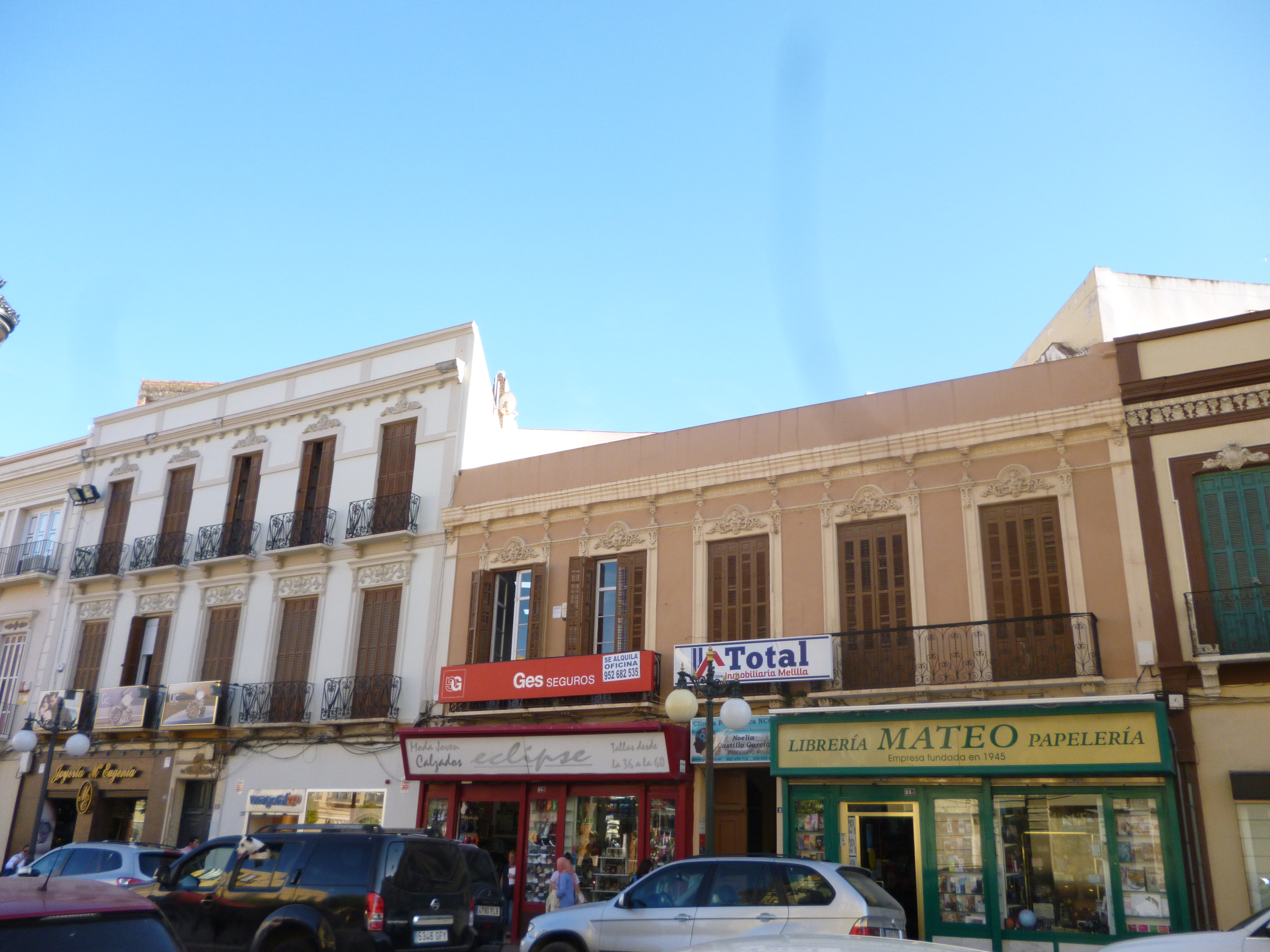
La Avenida,19 y 21
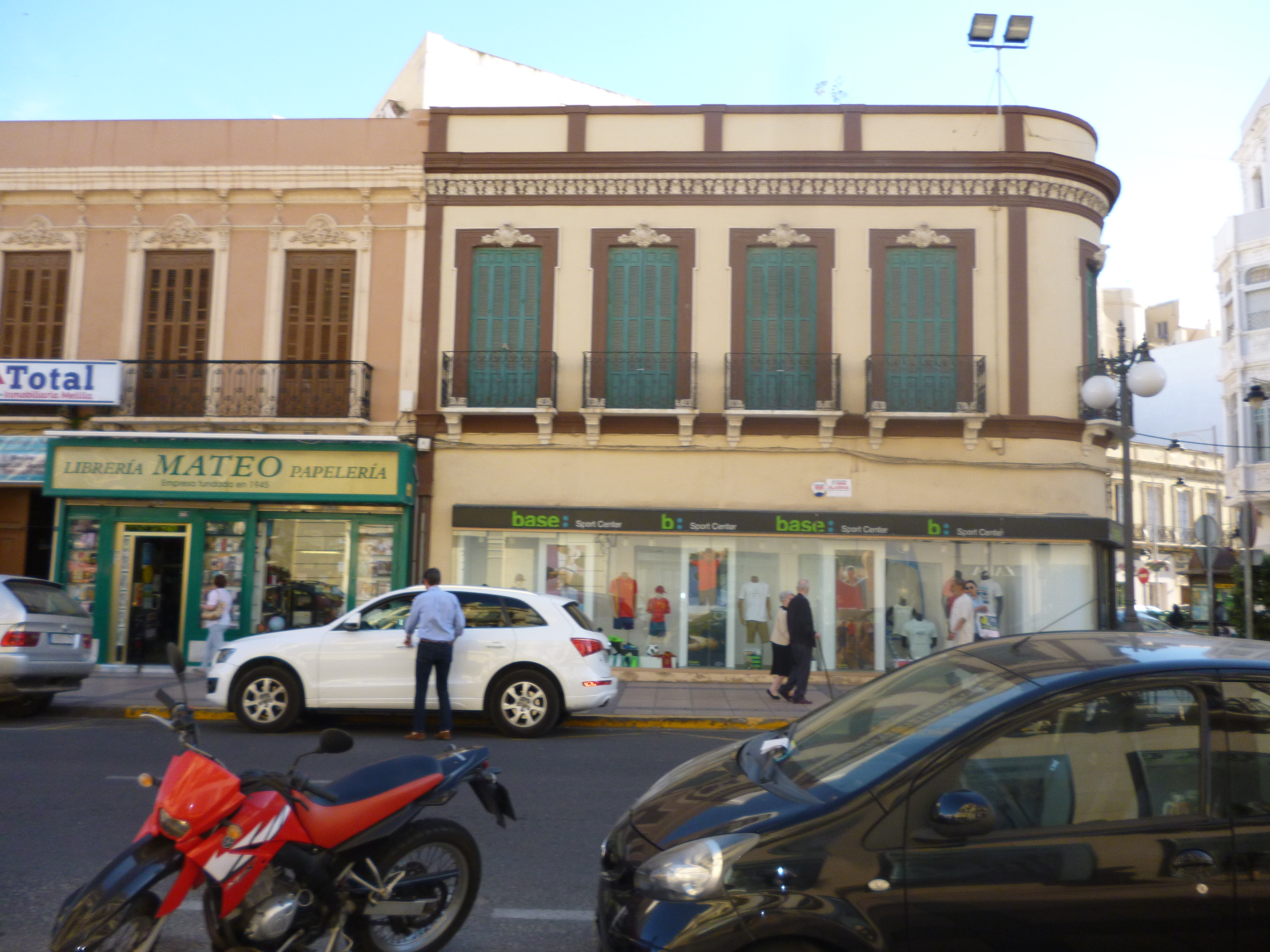
La Avenida, 21 y Hotel-Restaurante Marina
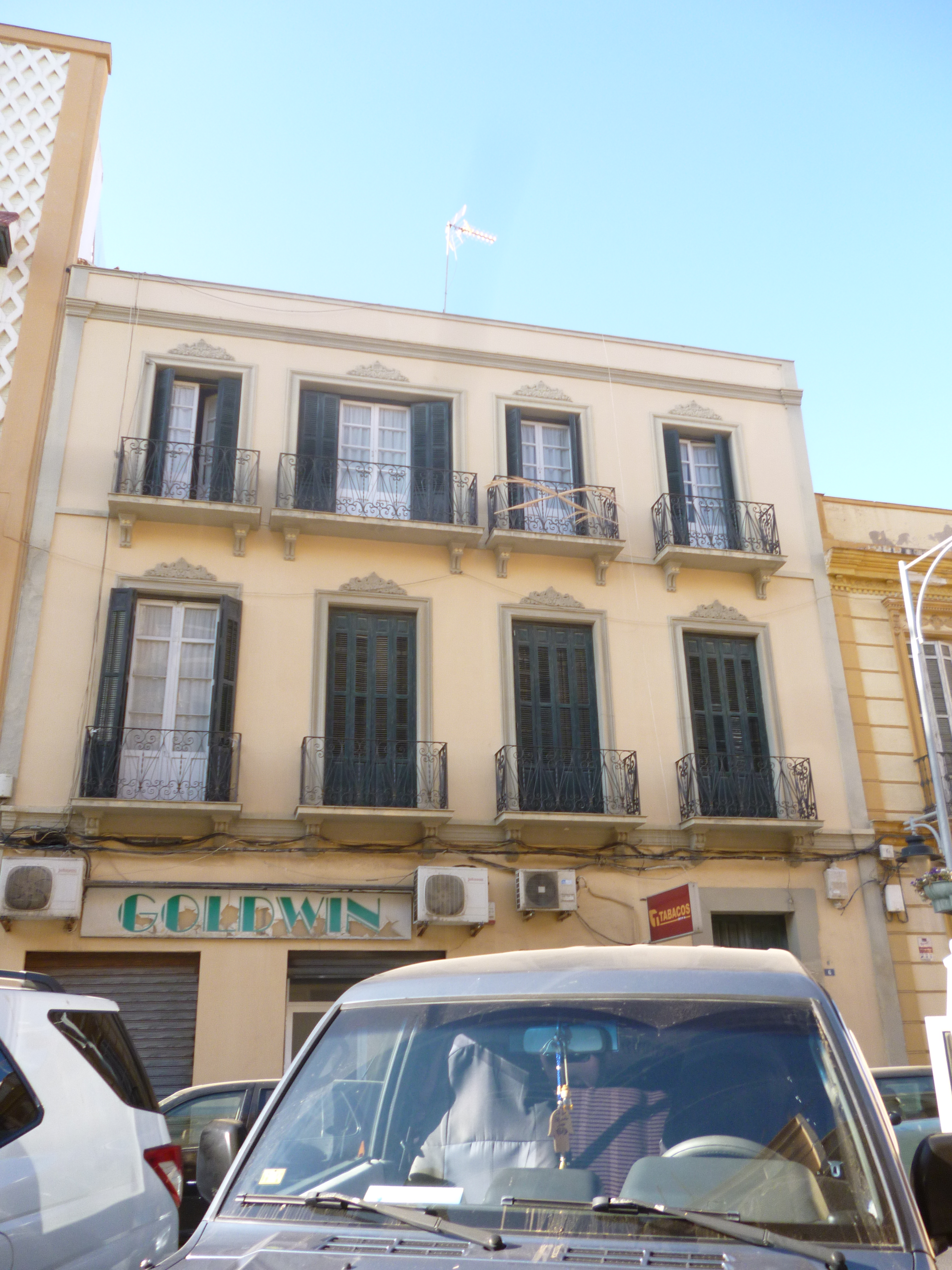
General Prim, 6
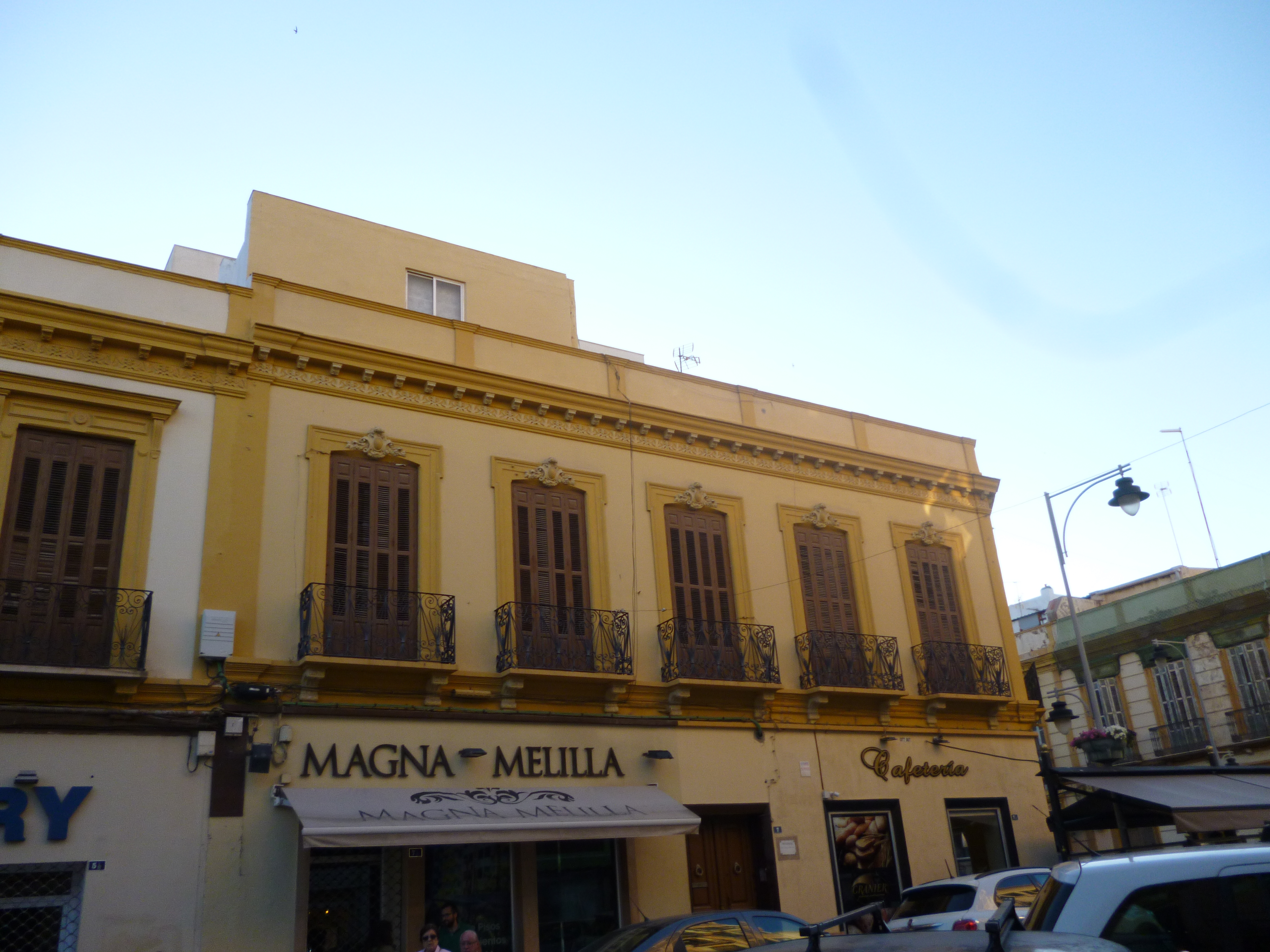
Casa de Ezer Benarroch
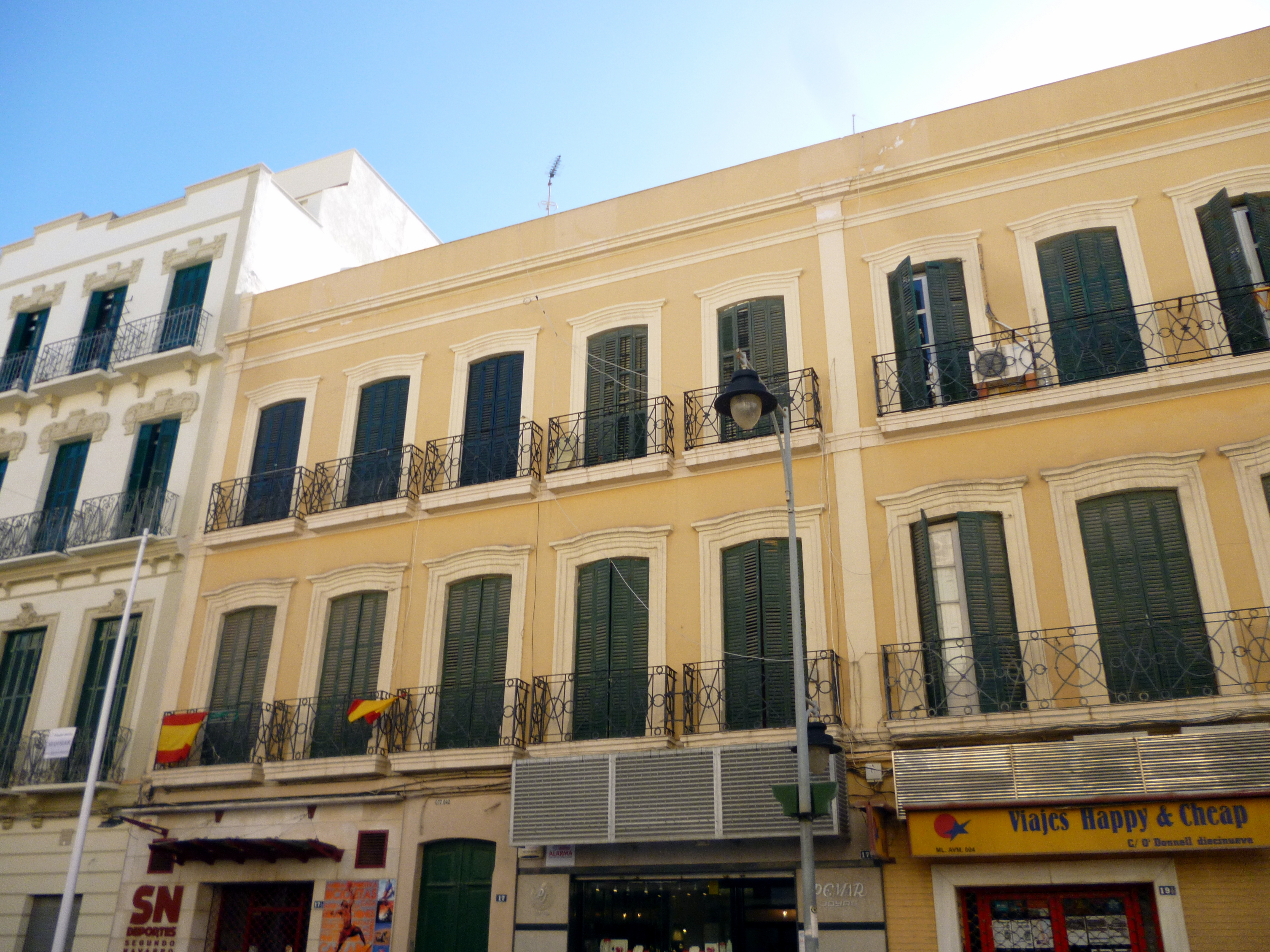
Hotel Cervantes
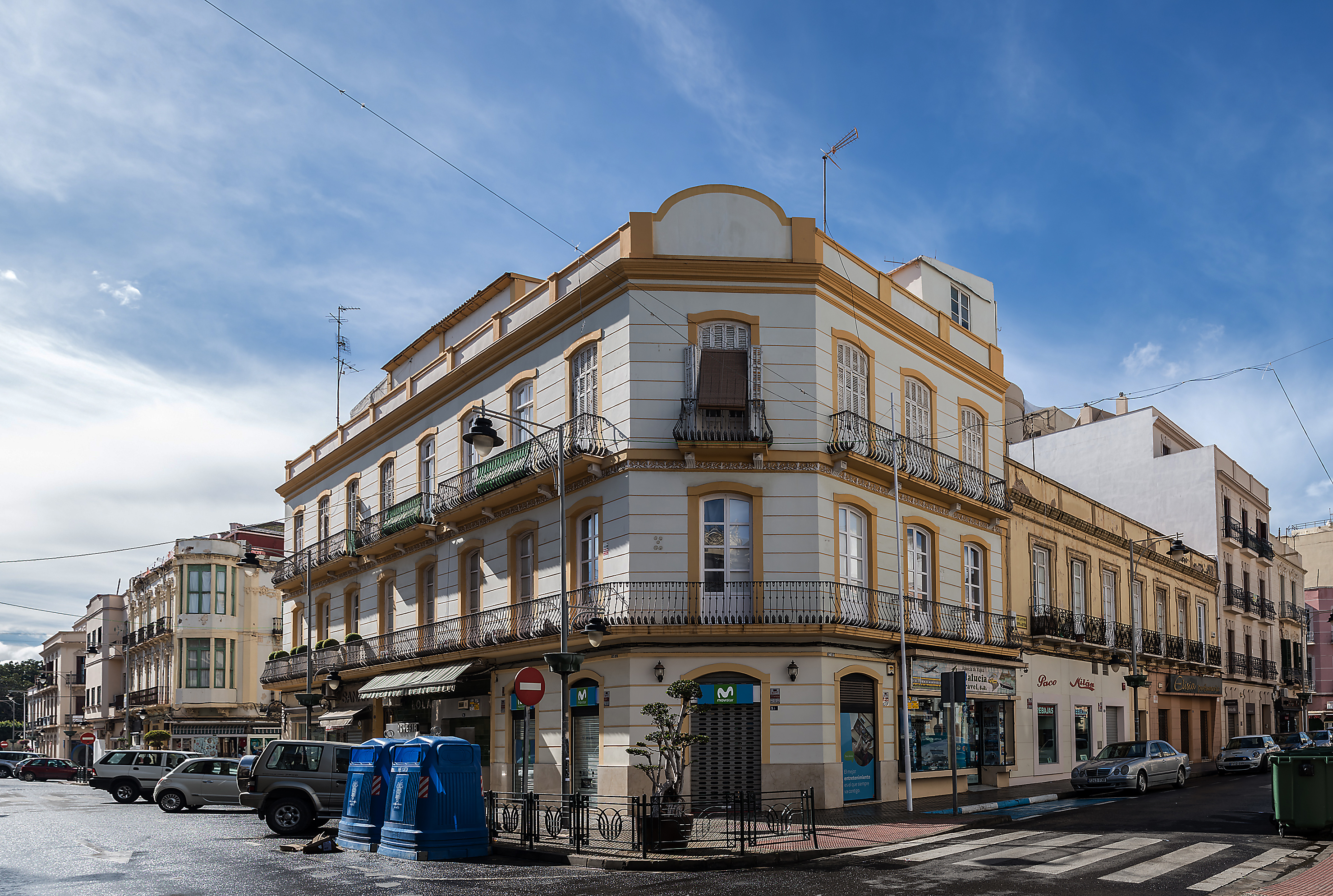
Antiguo Hotel Reina Victoria

Existen variantes de esta corriente, una es clasicista, que parte del estilo neoclásico basada en diseños sencillos, líneas puras y ornamentación simétrica y en la que destacaron los ingenieros militares Carmelo Castañón, Eusebio Redondo o Joaquín Barco, con obras como el Centro Comercial Hispanomarroqui, el Comandancia General de Melilla, la Casa de Isaac Benarroch, la Casa de Garzón Aquiba Benarroch, la Casa Salama y el Antiguo Hotel Reina Victoria, así como los panteones del Cementerio Municipal de la Purísima Concepción, Margallo, Héroes, Aviación, Regulares 2 y Regulares 5.